# Panhard AML
Panhard AML (Auto Mitrailleuse Légère, або укр. Легкий кулеметний автомобіль) — бронеавтомобіль із розвідувальними спроможностями. Розроблений на базі легкоброньованого шасі 4x4, він важить приблизно 5,5 тонни, і тому підходить для повітряного десантування. Із 1959 року AML продаються на п'яти континентах; кілька варіантів залишалися у безперервному виробництві протягом півстоліття. Ними користувалися п'ятдесят чотири національні уряди та інші організації по всьому світу, які брали участь у регулярних бойових діях.
AML-245 колись вважалася однією з найважчих озброєних розвідувальних машин, будучи оснащеною низькошвидкісною 90-мм нарізною гарматою DEFA D921, яка веде вогонь звичайними фугасними та фугасними протитанковими снарядами або 60-мм мінометом заряджання з казенної частини з 53 снаряди та здвоєні 7,5-мм кулемети MAS AA-52 NF-1 із 3 800 набоями, які встановлені спарено у башті. AML здатна знищувати цілі на відстані 1 500 метрів за допомогою основної гармати D921. У цій конфігурації вона вважається відповідником танків другої лінії та старіших основних бойових танків.
Найпомітніші використання AML були в Анголі, Іраку та Чаді, а також під час громадянської війни в Лівані між 1975 і 1990 роками.

## Історія
Під час Другої світової війни сухопутні війська Франції та їхні наступники із Вільної Франції використовували широкий спектр транспортних засобів для виконання розвідувальних завдань, починаючи від компактного Laffly S15 і закінчуючи Panhard 178, який міг нести таке ж 75-мм озброєння, що й сучасні важкі танки, і багатоколісні конструкції, такі як Type 201. Після війни утримувати таку кількість броньованих машин стало менш бажано. У липні 1945 року Париж оприлюднив вимоги до післявоєнної конструкції, яка поєднувала ті характеристики попередніх засобів, особливо Type 201, які продемонстрували потенціал як під час, так і до битви за Францію. Це призвело до появи 8x8 Panhard EBR (Type 212), який був прийнятий на озброєння в 1950 році. Так само в 1956 році Міністерство оборони Франції мало намір замовити заміну для розвідувального автомобіля Daimler Ferret. Також розпочато виробництво Panhard AML (Type 245), яка надійшла на озброєння в 1961 році.
Як і більшість післявоєнних засобів, заснованих на досвіді наступних колоніальних театрів бойових дій, AML був визнаний своєю видатною міцністю, надійністю, співвідношенням вогневої потужності та ваги, а також адаптивністю до численних незначних конфліктів, що точилися з 1945 року. Ця репутація привела до успішного експорту в понад сорок країн, а Африка стала одним із найбільших ринків для Panhard AML.

### Розробка

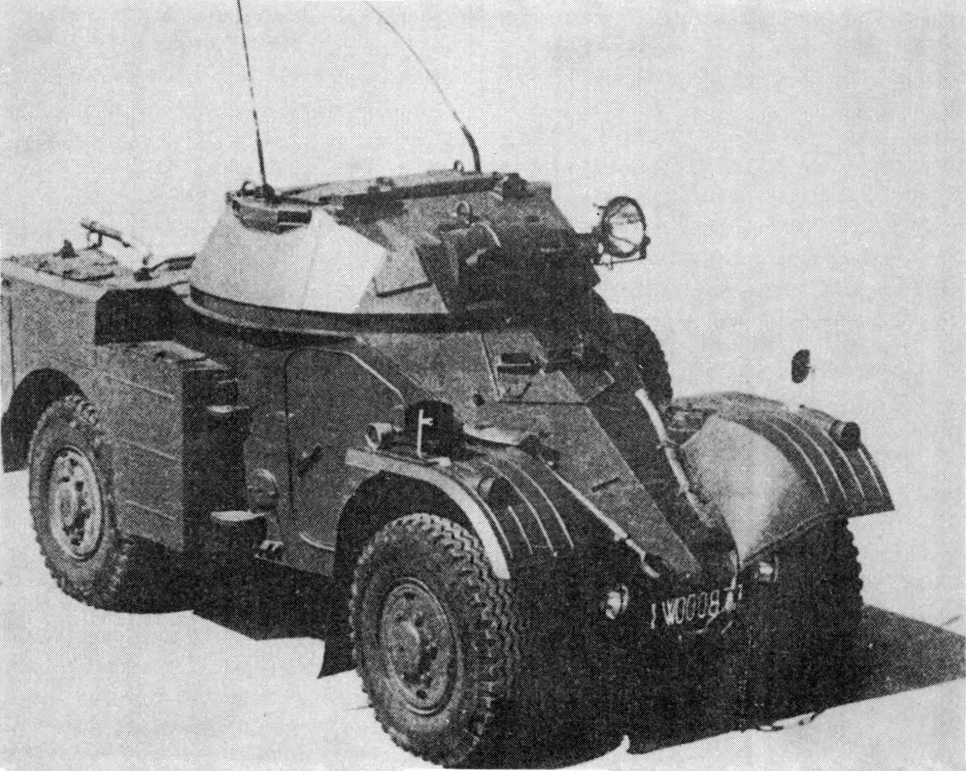
Ранній AML-60

Виробництво Panhard AML було розпочато на приватному підприємстві Société de Constructions Panhard et Levassor, оборонній дочірній компанії PSA Peugeot Citroën. Він був частково похідним від Daimler Ferret, пропонуючи важливу подібність у зовнішньому дизайні. Перший прототип з'явився в 1959 році, а автомобіль був запущений у виробництво в 1960 році, до моменту завершення виробництва було виготовлено понад 4 000 машин.
Наприкінці 1950-х років сухопутні війська Франції успішно експлуатувала кілька розвідувальних автомобілів Ferret в Алжирі. Незважаючи на те, що вони були вражаючими зі звичайної точки зору, решта наявних у Франції легких озброєнь, таких як Panhard EBR і M8 Greyhound, не були належним чином оснащені для боротьби з повстанцями. Битви в Алжирській війні часто включали короткі, різкі сутички, які вимагали непрямої вогневої підтримки, наприклад мінометів, а не прямих пострілів і великокаліберних снарядів. Крім того, умови Північної Африки вимагали легшого, менш складного автомобіля, який був би простішим в обслуговуванні та експлуатації. Як тимчасове рішення, Франція придбала двісті Ferret у Великої Британії. Вони були досить легкими, але мали лише один єдиний кулемет, якого було недостатньо для наступальних цілей. Тим не менш, вони були настільки успішними, що з'явилася можливість виробляти Ferret за ліцензією у Франції. Однак компанії Saviem, Berliet та Panhard подали петицію про тендер на власну машину, і в 1956 році Міністерство збройних сил Франції опублікувало специфікації на вітчизняну колісну броньовану машину подібних розмірів і компоновки як у Ferret, але з казенозарядним мінометом. До 1959 року було розроблено Auto Mitrailleuse Légère, позначену Panhard як Model 245 «B». Перші прототипи були завершені в середині 1959 року, а до кінця 1961 року їх отримав принаймні один полк в Алжирі. AML був оснащений 60-мм гарматою-мінометом Brandt та двома середніми кулеметами MAS AA-52 NF-1. До придбання Panhard компанією Citroën в кінці 1960-х років його виготовляли на одному заводі поблизу Порт-де-Шуазі в XIII окрузі Парижа.
AML одразу стала успішною машиною, але зі зменшенням конфлікту в Алжирі зменшилася потреба в легкому мінометному транспорті, який використовувався для боротьби з партизанами. Головне занепокоєння викликала звичайна загроза, яку створювали радянські бойові десантні машини у разі вторгнення країн Варшавського пакту. Тим часом Південно-Африканська Республіка, замовник AML, який розглядав можливість взяття на озброєння британського Alvis Saladin, також доручив технікам Panhard розглянути можливість розробки варіанту AML з такими ж або кращими спроможностями вогневої підтримки. Це та прийняття на озброєння високоефективної 90-мм нарізної гармати призвело до того, що всі нові AML-245 «C» були переоснащені баштою H-90 з новою гарматою. Вона веде вогонь стабілізованими кумулятивними зарядами, снарядами з початковою швидкістю 760 м/с, здатними пробивати 320 мм катаної гомогенної броні. Як наслідок, пізніші версії AML могли навіть вступити в бойові зіткнення із основними бойовими танками. Окрім осколково-фугасних протитанкових (HEAT) снарядів, H-90 також має стабілізовані осколково-фугасні (HE) снаряди, загальна кількість снарядів, що зберігаються в машині, становить 20 одиниць, порівняно з 53 снарядами у оригінальній версії із 60-мм мінометом.
Щоб створити повне сімейство колісних броньованих автомобілів, Panhard використовував компоненти AML для розробки невеликого транспортного засобу (Véhicule Transport de Troupes), більш відомого як Panhard M3. M3 складався з коробчатого суцільнозварного корпусу з двигуном, розміщеним позаду водія, щоб забезпечити велике десантне відділення в його задній частині. Його колісна база також була збільшена з 2,5 м (як у AML) до 2,7 м, а колія з 1,62 до 2,5 м. Незважаючи на це, технічне обслуговування разом із парком AML є досить спрощеним, враховуючи, що обидва транспортні засоби мають 95 % взаємозамінних автомобільних деталей. Експортний успіх AML і M3 призвів безпосередньо до розробки Panhard ERC 90 Sagaie і Panhard VCR, відповідно, які були шестиколісними і могли нести ширший спектр систем важкого озброєння.
Масове виробництво AML, ймовірно, припинилося в певний момент до початку 1980-х років. Однак AML продовжували продаватися із надлишкових запасів французької армії аж до 1999 року, коли Ємен і Туніс розмістили остаточні експортні замовлення. Їх також продавали низка інших постачальників вживаної техніки, зокрема Південна Африка, Ізраїль та Саудівська Аравія.

### Технічні характеристики
Оснащений гвинтовою пружинною підвіскою та барабанними гальмами, AML не має гідравлічного посилення ні на гальмах, ні на кермі; управляються тільки передні колеса. Отже, рульове колесо потребує прикладення значної сили, щоб повертатися під час руху транспортного засобу — у нерухомому стані воно залишається ефективно заблокованим. Подібно до Ferret, привід на задні колеса передається безпосередньо на епіциклічні редуктори, також відомі як конічні коробки. Двигун і коробка передач були задіяні через відцентрову муфту з електромагнітним управлінням, усуваючи потребу в педалі зчеплення. Цей тип зчеплення автоматично вмикається шляхом захоплення ручки важеля перемикання передач, яка розташована за сидінням водія в підлозі корпусу. Вузол коробки передач складається з двох окремих коробок передач, одна для високої, а інша для низької передачі. Коробка передач низького діапазону призначена для використання по бездоріжжю і має передачу заднього ходу та вищу передачу, а коробка передач високого діапазону призначена для їзди на дорогах і має три низькі передачі та одну прискорювальну передачу. На вихідному валу коробки передач встановлено гідравлічне двоконтурне ручне гальмо.
Колінчастий вал AML встановлено на трьох кулькових підшипниках для зменшення тертя двигуна. Будова силової установки була запозичена у Panhard EBR і включає 1,99-літровий чотирициліндровий двигун з повітряним охолодженням, що розвиває 67 кВт (90 к.с.). Двигун Panhard був дещо недостатнім для п'яти-шеститонної бронемашини, і залишався схильним до механічних поломок у вологому кліматі. За помірних умов він міг забезпечувати хорошу експлуатаційну роботу до 26 000 кілометрів без необхідності заміни. AML також можуть оснащуватися різноманітними двигунами з рідинним охолодженням, хоча, як продемонстровано аналогом Eland Mk 7, це вимагає дорогої реконструкції кормової частини корпусу для розміщення нового охолоджувального пристрою.
Корпуси AML складаються лише з 13 зварних деталей, при цьому водій сидить у передній частині корпусу, а башта розміщена позаду нього. Над обома дверима корпус розширюється в круглий фланець, до якого болтами кріпиться башта. Це робить кошик башти надзвичайно тісним, і над кільцем башти AML-90 залишається мало місця через масивний казенник гармати та дещо випадкове розміщення боєприпасів. Для швидкого застосування основного озброєння перед обома посадочними місцями башти є оптичні кільцеві приціли. Башти AML розміщують екіпаж із двох осіб: командир сидить ліворуч, а навідник — праворуч. Залежно від варіанту, будь-який з них може управляти встановленим на даху прожектором. Сім перископів передбачено для екіпажу башти та три для водія AML. Один із трьох керуючих перископів може бути замінений інфрачервоним перископом або перископом посилення зображення для нічних операцій.
Із обох боків корпусу під баштовим кільцем розташовані двері доступу, одна для водія праворуч, а інша призначена для аварійних цілей ліворуч. Ліві двері корпусу, на які можна встановити запасне колесо, шину або паливні баки, відкриваються назад, тоді як праві двері корпусу відкриваються вперед. Доступ до корпусу двигуна в задній частині корпусу здійснюється через дві панелі доступу, і він ізольований від відділення екіпажу знімною перегородкою. Два піщані канали, схожі на канали на Ferret, прикріплені болтами до передньої частини корпусу для переправи через канави та інші перешкоди.
AML використовує азотні камери (в цьому випадку Hutchinson V.P.-P.V.s), узяті з Panhard EBR, що забезпечує можливість руху на спущених колесах Run flat діаметром 41 см; його шини Michelin шириною 280 мм можна спустити, щоб зменшити тиск на ґрунт до 70–110 кПа. У деяких англомовних арміях вони були замінені рукоятками Dunlop Trak, які також використовувалися у військових машинах Bedford і Alvis.

## Історія використання

### Європа

#### Франція

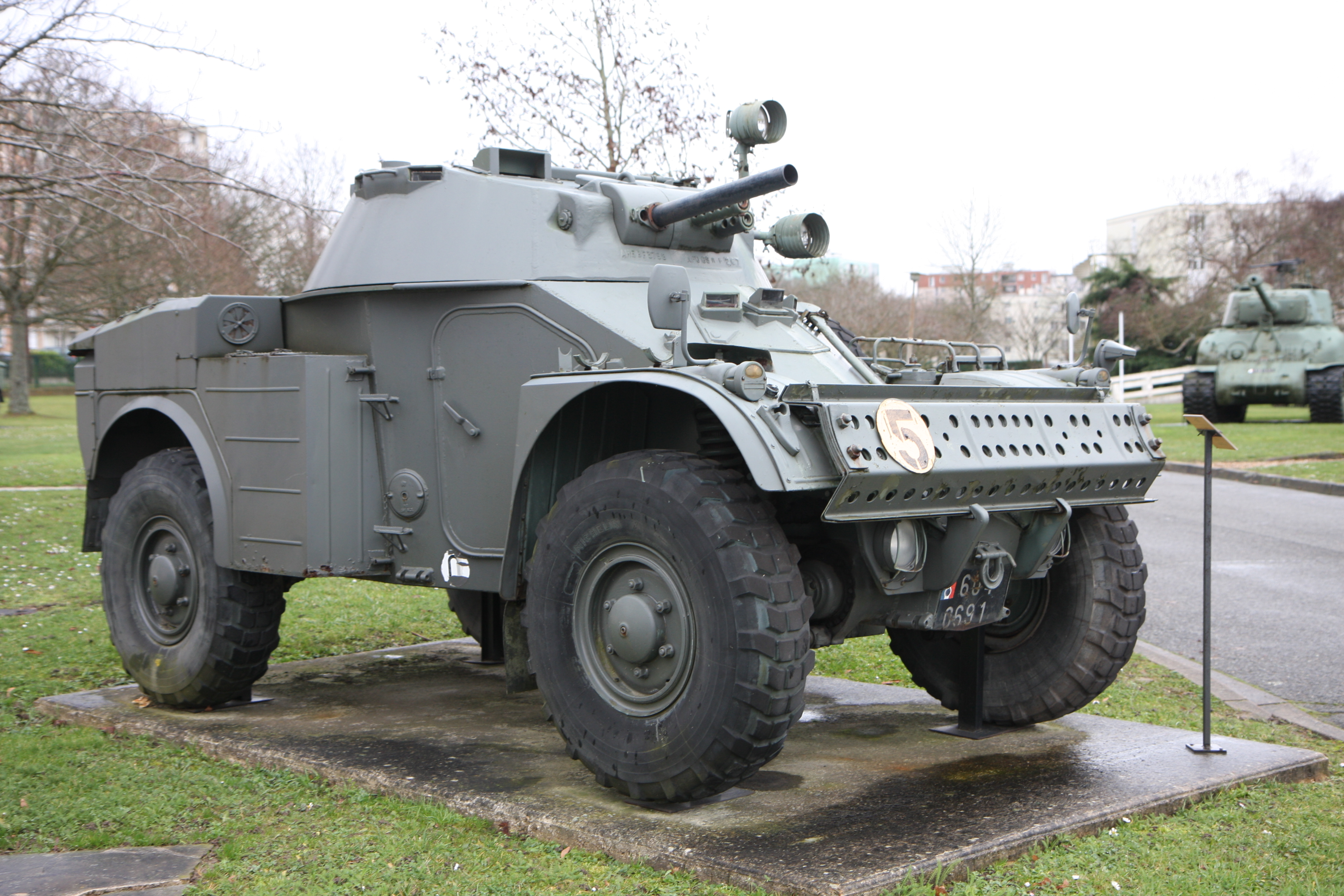
Panhard AML-60, один із кількох, які надійшли на озброєння французької.

Французька військова доктрина визнавала дві окремі сфери розгортання бронетехніки, перша складалася з основних завдань, таких як маневр і бій, тоді як друга включала інші завдання, такі як ар'єргардна оборона, зв'язок і обман. За останній мав відповідати мобільний резерв, який забезпечував внутрішню безпеку під час війни — бронекавалерійські полки Défense Opérationnelle du Territoire (DOT). Ці підрозділи, які спочатку були оснащені AML та джипами, модифікованими для розвідувальних цілей, тісно взаємодіяли з Національною поліцією Франції та Національною жандармерією. Їхньою метою було перехоплення ворожих сили спеціальних операцій або повітрянодесантних підрозділів, які спеціалізувалися на глибокому проникненні за лінію фронту. Другорядні завдання включали боротьбу з повстанцями, пасивне спостереження та охорону статичних об'єктів.
Кожен підрозділ DOT складався з трьох взводів на AML. Оскільки очікувалося, що вони залишатимуться вірними традиційній розвідувальній місії, де спостереження має пріоритет над боєм, деякі AML-60, схоже, були позбавлені свого основного озброєння, що змусило екіпаж залежати від додаткової автоматичної зброї машини. Тим не менш, щоб протистояти механізованій загрозі з боку радянських та інших повітряно-десантних сил країн Варшавського пакту, які часто розгорталися з власною бронетехнікою, такою як АСУ-57, БМД-1 і АСУ-85, підрозділи DOT також віддавали перевагу AML-90. Полки DOT загалом отримали шістнадцять AML-90 і тридцять чотири інші AML різної конфігурації.
Оскільки AML легко транспортувати повітрям, він став матеріальним опорним пунктом сил швидкого розгортання Французького іноземного легіону. AML легіону використовувалися у бойових діях за кордоном, у рамках розгортання 1-го іноземного кавалерійського полку, а також для забезпечення вогневої підтримки інших полків легіону. Екіпажі відпрацювали унікальні штурми, під час яких AML-90 десантували безпосередньо з Transall C-160 на ціль, а піхота приєднувалася до машин на парашутах. Вони також можуть розгортатися з літаків Bréguet 941 і Nord Noratlas. Ці машини вперше зіткнулися з радянськими БТР-152, якими управляли повстанці Фронту національного визволення Чаду під час операції «Такуд», успішно уразивши механізовану колону повстанців, що наближалася до Салаля, приблизно у квітні 1978 року. 18 травня ще шістнадцять AML за підтримки роти французької піхоти розбили угруповання Фронту національного визволення Чаду, які наступали на Аті. У наступні місяці додаткові AML-90, направлені танковим полком морської піхоти Франції (RICM), відбили великий наступ Демократичної революційної ради Чаду поблизу Абеше за підтримки п'ятдесяти лівійських танків Т-55 і броньованих автомобілів EE-9 Cascavel.
Незважаючи на інтенсивність цих зіткнень, лише три французькі AML були втрачені в Чаді між 1978 і 1979 роками, швидше за все, вони були уражені РПГ-7. Ескадрильї AML Іноземного легіону продовжували діяти під час операції «Манта» та розширеної операції «Еперв’є», будучи організованими в протитанкові групи підтримки для трьох оперативних груп розміром у батальйон. Їхня швидкість і мобільність довели важливу роль у знищенні значно важчих лівійських основних бойових танків. Однак французькі екіпажі могли компенсувати їхню неперевершеність у вогневій потужності, лише обійшовши танки з флангу або атакуючи з тилу, і до середини 1980-х років загроза, яку становили великі лівійські бронетанкові формування, вважалася настільки серйозною, що ескадрилья AMX-10 RC мала залишатися розгорнутим.
Один взвод AML полку морської піхоти Франції був розгорнутий для допомоги в поваленні Центральноафриканської імперії в 1979 році під час операції «Кабан», ймовірно, переведений з контингентів морської піхоти, дислокованих у Чаді чи Габоні. Броньовані машини були висаджені в аеропорту спільно з французькими десантниками під час десантного штурму; однак центральноафриканські війська, що оборонялися, здалися, не чинячи опору. AML знову активно не застосовувалися до операції «Еполар I», коли двадцять AML-60 та AML-90 були розгорнуті для підтримки піхоти. Оскільки французьким піхотинцям не вистачало власної важкої зброї, вони залишалися залежними від AML для придушення важких цілей; це переконало французьку армію в необхідності бойових машин піхоти для закордонних операцій. Пізніше AML-90 були використані полком морської піхоти Франції проти Руандійського патріотичного фронту під час громадянської війни в Руанді.
Мобільна жандармерія використовувала понад сотню AML-60 та AML-90, які були розподілені в дев'ятнадцять окремих ескадрилій. Наприкінці 1980-х AML був замінений VBC-90 на озброєнні мобільної жандармерії.
Останні AML були зняті з озброєння французької армії в 1991 році, їх замінили на Panhard ERC і AMX-10 RC. Ще в 1995 році Франція зберігала близько трьох сотень AML у свому стратегічному резерві. Невелику кількість також використовували для імітації бронетехніки умовного неприятеля у Центрі бойової підготовки в міській зоні (CENZUB) до 2012 року, коли їх остаточно вивели з експлуатації.

#### Португалія
У 1960-х роках франко-португальські військові відносини значно покращилися, коли на острові Флореш на Азорських островах було утворено французький пункт відстеження стратегічних ракет. Уряд Португалії отримав компенсацію французькою зброєю, яку він придбав на особливо вигідних умовах. Після початку колоніальної війни Португалії Лісабон почав замовляти AML-60 для розгортання на трьох своїх африканських територіях: в Анголі, Мозамбіку та Гвінеї-Бісау. Броньовані автомобілі були придбані в довгостроковий кредит, причому уряд Франції надав умови виплати від десяти до двадцяти років під шість відсотків річних. Близько 50 AML-60 було поставлено португальській армії між 1965 і 1968 роками, щоб доповнити парк застарілих Panhard EBR, які все ще були на озброєнні. Вони були в основному розподілені серед розвідувальних взводів в Африці, які використовували їх з метою супроводу конвоїв. Невдовзі виникли серйозні проблеми з обслуговуванням у корозійному тропічному кліматі, що доповнювалося надмірною кількістю пилу, що спричиняло пошкодження трансмісії та двигуна. Більшість AML зупинялися під час своїх початкових місій з підтримки конвою, і їх доводилося буксирувати іншими транспортними засобами. Пізніше ці проблеми були вирішені шляхом встановлення спеціальних повітрозабірників Volkswagen. Приблизно на початку 1970-х років усі португальські AML-60 в Анголі були модернізовані чотирициліндровими двигунами General Motors з рідинним охолодженням і натискними дисками зчеплення, що надало їм схожості з Eland Mk7. Нові двигуни були введені в експлуатацію, тому що їх було дешевше замінити, а Португалії було простіше отримати відповідні запчастини.
У 1974 році ескадрилья AML-60, відряджена до Кавалерійської школи португальської армії в Сантарені, взяла участь у Революції гвоздик, яка проголосила крах правлячого режиму Нової Держави та її колоніальної імперії. Наступного року, коли Португалія вийшла з Анголи відповідно до умов Альворської угоди, 5 AML-60 були залишені в цій країні та згодом прийняті на озброєння ангольськими угрупованнями. Близько 36 AML, що залишилися, були передані до Regimento de Cavalaria N.º 3 (3-й кавалерійський полк) і Regimento de Cavalaria N.º 6 (6-й кавалерійський полк), тоді як інші залишилися в резерві.
Португальський уряд розпочав переговори з місцевою дочірньою компанією Opel у 1982 році щодо оновлення всього парку AML двигунами з рідинним охолодженням і натискними дисковими зчепленнями, за винятком тих, які вже отримали подібні модифікації під час експлуатації в Анголі. Opel оновив один AML для оцінювання, перш ніж програму було припинено. Інший, більш успішний проєкт передбачав встановлення португальських бездротових радіостанцій PRC-239 і обладнання зв'язку. AML-60 були зняті з озброєння 1989 року і замінені на Véhicule Blindé Léger.

### Середній Схід

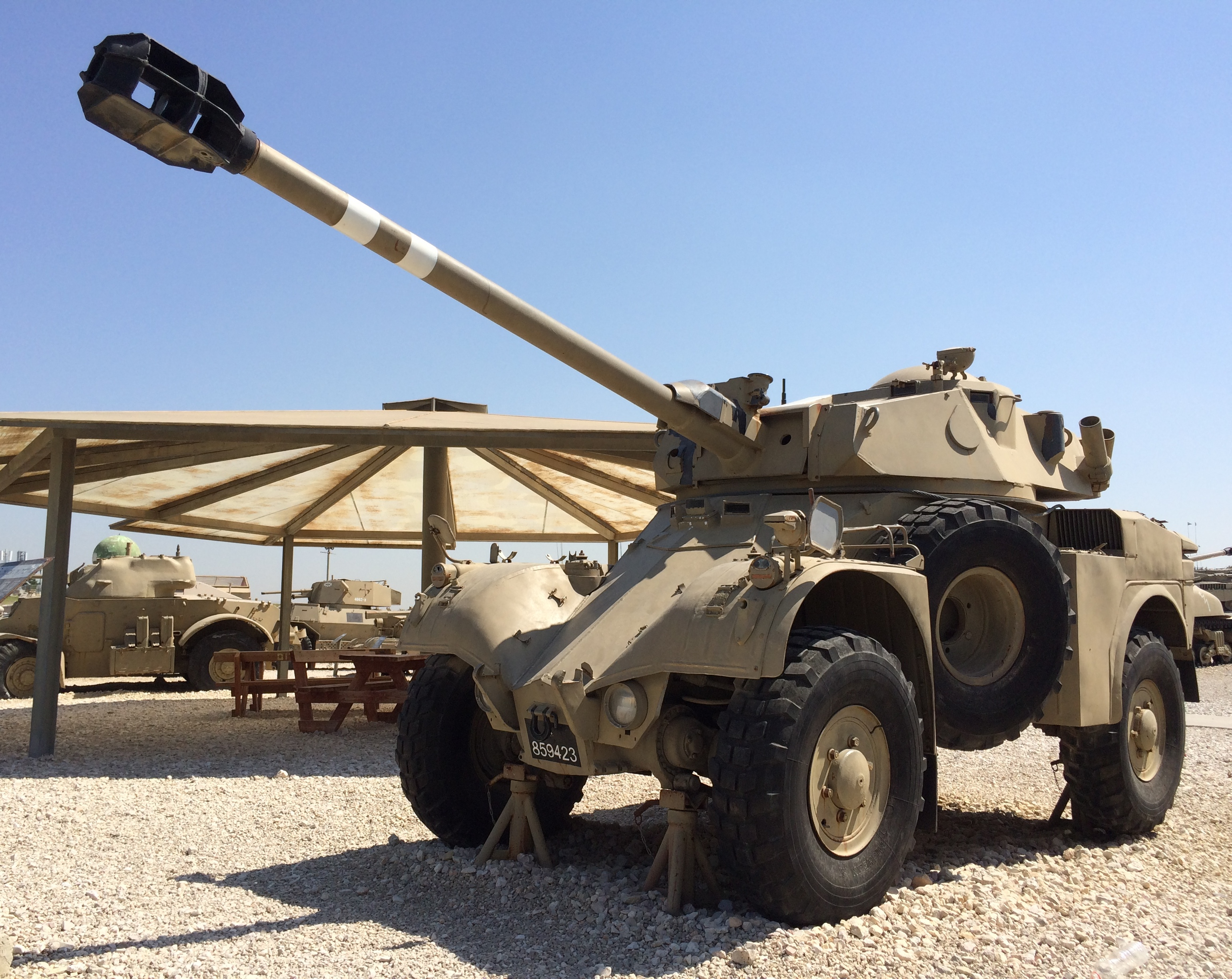
Ізраїльський AML-90 в Музеї Ізраїльських танкових військ

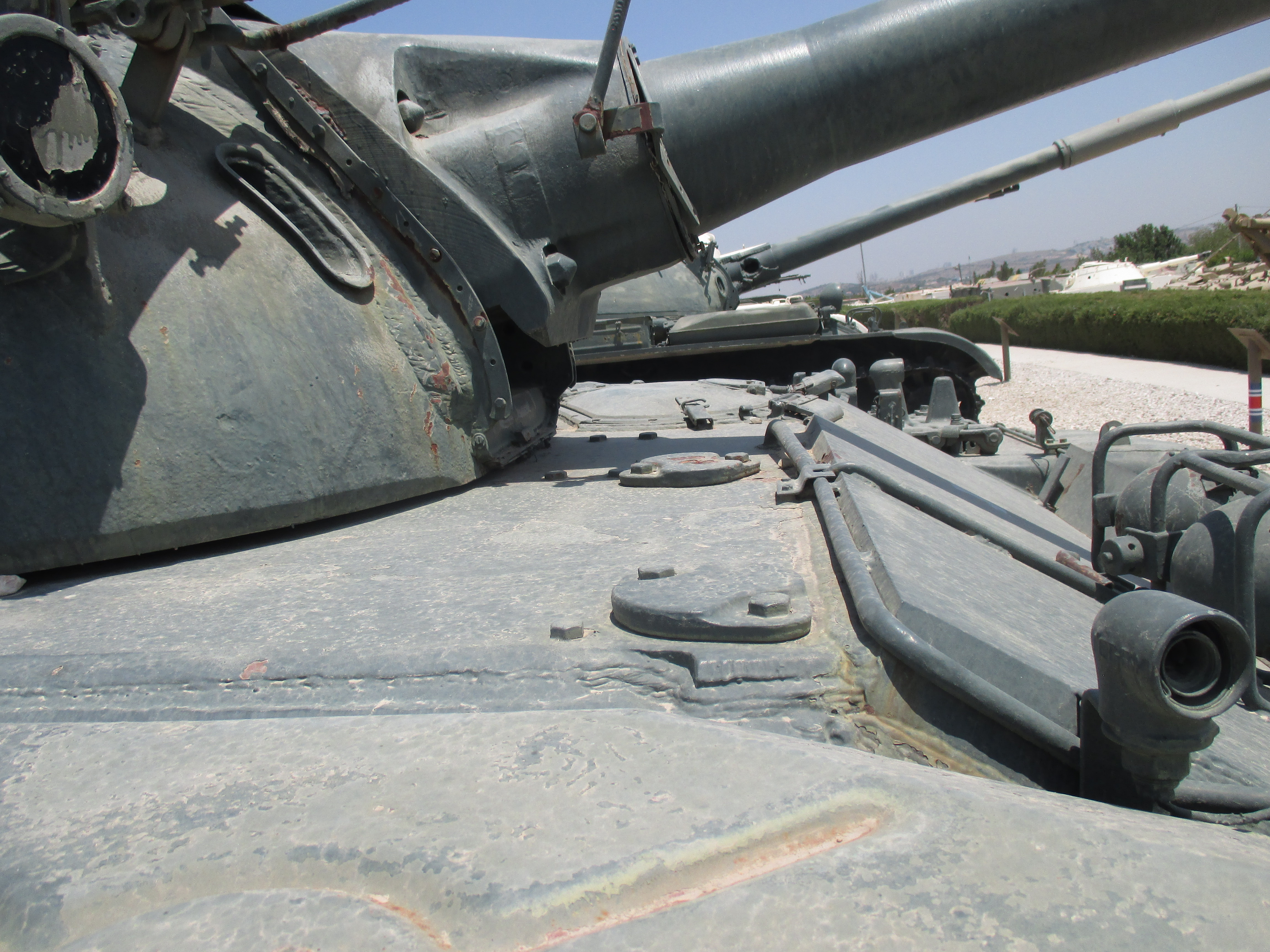
Одна з небагатьох ділянок на єгипетському танку Т-54/55, вразливих до 90-мм кумулятивних боєприпасів

#### Ізраїль
Замовлення на 29 AML-90, розміщене Армією оборони Ізраїлю у 1960 році, ознаменувало перший продаж AML іноземній державі, започаткувало нову еру французьких зброних продажів Єрусалиму та допомогло закріпити успіх Panhard на експортному ринку. Бронеавтомобілі збройних сил Ізраїлю були отримані наприкінці 1963 року і вперше були публічно показані напередодні Дня незалежності Ізраїлю у 1966 році. Ізраїльські підрозділи були вражені насамперед їхньою високою мобільністю та ергономічністю, що вважалося ідеальним для десантних операцій. Тим не менш, очікуване розгортання AML-90 новими Aérospatiale SA 321 Super Frelon, також закупленими у Франції, не відбулося, оскільки гелікоптери не витримали його бойову вагу в 5 500 кг.
Принаймні 9 AML-90 перебували на озброєнні 41-ї розвідувальної роти бригади Хареля під час Шестиденної війни під командуванням майора Амнона Ешкола, беручи участь у захопленні Рамалли в червні 1967 року. AML спочатку були розміщені в Мевасерет-Ціоні після падіння Східного Єрусалиму. Вони стали одними з перших бронемашин збройних сил Ізраїлю, які перейшли на західний берег річки Йордан під час конфлікту, протидіючи опору Йорданії. Головні дороги були перекриті танковими загородженнями, хоча їх можна було легко об'їхати на спритніших броньованих автомобілях. Набагато громіздкіші танки Super Sherman і Centurion, яким було доручено вести вістря збройних сил Ізраїлю до Телль-ель-Фула, не досягли своєї мети; більшість з них були змушені повернути назад по важкодоступній місцевості. Разом із сімома вцілілими танками Sherman та вісьмома напівгусеничними машинами M3 AML-90 майора Ешкола пізніше допомогли перемогти йорданську контратаку на M48 Patton.
У Війні на виснаження ізраїльські AML знову зіткнулися з йорданськими M48 на мосту Дамія під час бою біля Караме. Спочатку вони отримали завдання прикривати танки Centurions збройних сил Ізраїлю, коли вони переходили міст; тоді легкоброньований AML-90 опинився в винятково невигідному становищі, зіткнувшись із закріпленими M48 Patton. Більше того, на річці Йордан тоді була повінь, і екіпажі транспортних засобів не могли використовувати свою маневреність на багнистих сільськогосподарських угіддях. Кілька AML було підбито вогнем танків або причіпних протитанкових гармат. Невдовзі вони були зняті з озброєння.
Арабо-ізраїльський конфлікт ознаменував одні з найвищих показників знищення бронетехніки, досягнутих за допомогою платформи AML на сьогоднішній день, включаючи знищення щонайменше 13 єгипетських і йорданських танків. Особливо помітними були кілька знищень танків Т-54, які приписали взводу AML-90 на Синайському півострові: аж до 1980-х років військові дослідники продовжували стверджувати, що 90-мм гарматі DEFA не вистачає початкової швидкості, щоб пробити товстий сталевий корпус Т-54/55. Більш добре задокументовані випадки з того часу підтвердили, що це було можливо, хоча лише за допомогою кількох пострілів або прямого попадання в край башти біля люка водія. Ізраїльські екіпажі AML також зазнали власних втрат під час цього бою, і деякі AML-90, можливо, були захоплені єгипетськими військовими неушкодженими.

#### Саудівська Аравія
У 1964 році Сухопутні війська Саудівської Аравії сформували вимоги до броньованого автомобіля, перевіреного у війнах у пустелі та оснащеного великою напівавтоматичною гарматою. Заявки були прийняті від трьох компаній — Alvis, Cadillac Gage і Panhard — які пропонували Saladin, V-100 Commando і AML, відповідно, але дебати щодо того, яку з трьох взяти на озброєння, на початку були загальовані політичними дискусіями. Саудівська Аравія мала надію на отримання американської допомоги в розробці відповідних оборонних програм через критику та ворожість з боку інших арабських держав. За цих обставин можна було розглядати лише операції зі зброєю з французькими чи британськими компаніями. Незважаючи на давні дипломатичні контакти, присутність Франції в Ер-Ріяді була досить обмеженою порівняно з присутністю Великої Британії, і остання була в кращому становищі, щоб надавати довгострокову матеріально-технічну підтримку броньованими автомобілями саудівським військовим. Alvis спочатку отримав контракт на 83 Saladin з десятирічним опціоном на запчастини. Тривали останні переговори щодо доставки Saladin, коли Султан бін Абдулазіз раптово скасував закупівлю на користь Panhard.

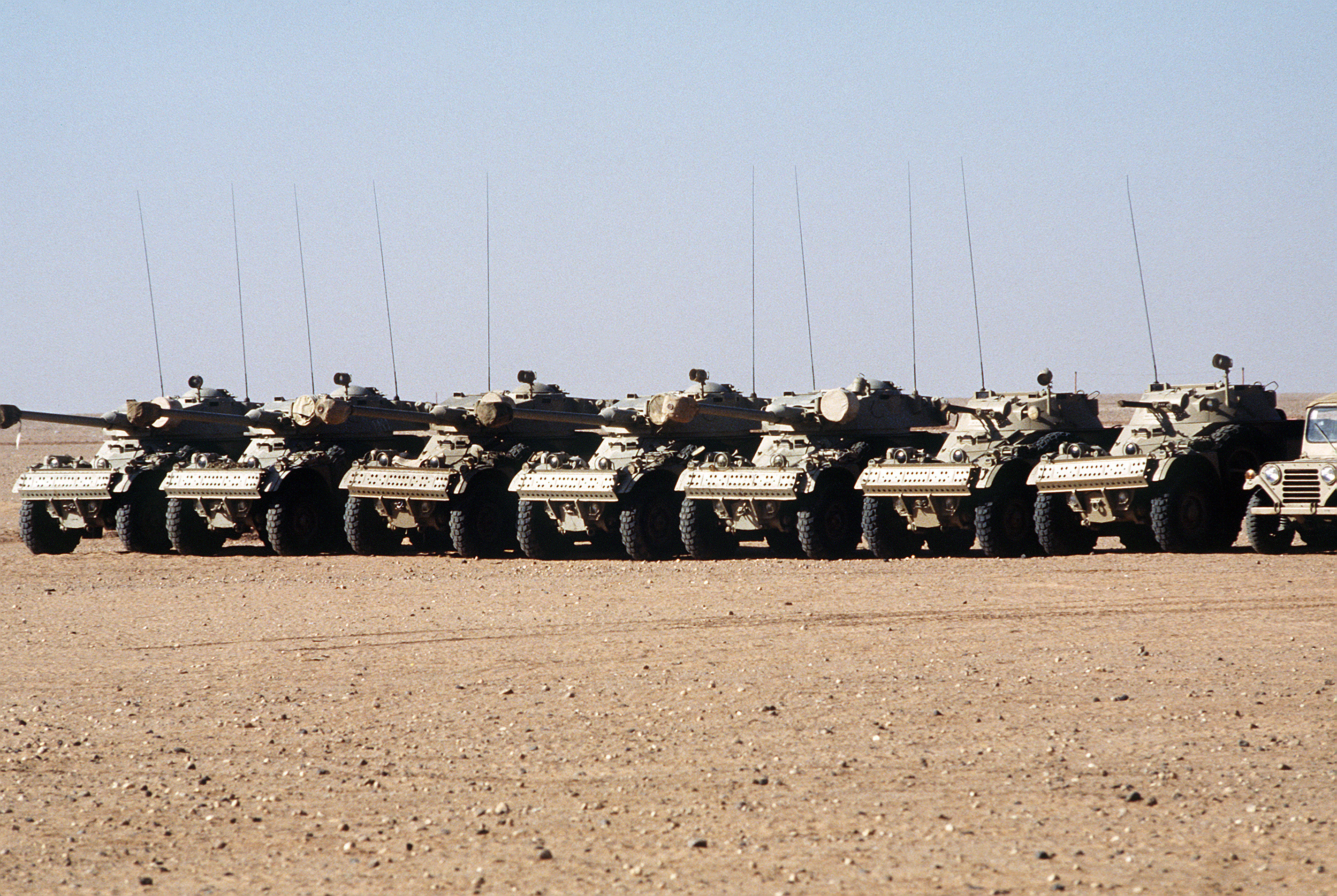
Саудівські AML-90 і AML-60 передані збройним силам Нігеру під час операції «Щит пустелі»

Угода із Panhard на суму 95 млн дол. США виявилася важливою у зламі існуючих упереджень про те, що арабський ринок зброї був монополізований Великою Британією. Голлістські кола проголосили це великим діловим і політичним успіхом. В інтерв'ю в Бейруті Султан бін Абдулазіз стверджував, що AML були обрані як частина політики короля Фейсала щодо зміцнення армії за допомогою більшої кількості сучасної зброї. Представники армії Саудівської Аравії віддали перевагу важчому Saladin і оцінили його витривалість в умовах пустелі, але визнали, що AML-90 набагато дешевший. Panhard прийняв це замовлення на тлі численних протестів проізраїльських лобістів у Франції, які закликали до стриманості в постачанні зброї державам арабського блоку, які, ймовірно, використають її проти Тель-Авіва. Продаж також був оскаржений як порушення близькосхідного ембарго Шарля де Голля, хоча французький уряд наполягав на тому, що не класифікував броньовані розвідувальні машини як ту саму «важку військову техніку», на яку поширюються санкції.
Саудівські AML-90 20-ї бронетанкової бригади вступили в бій поблизу Дар'а під час війни Судного дня, оскільки їх було переправлено на допомогу сирійським військовим на літаках Lockheed C-130 Hercules, позичених в Ірану. Перекидання було здійснено 14 жовтня 1973 року; шість іранських C-130 були потрібні для транспортування машин і близько 2 000 мотопіхотинців із Саудівської Аравії до Сирії. Екіпажі AML, як правило, несли постійну охорону, патрулювали дорогу Дамаск-Дар'а та підтримували лінії зв'язку між багатонаціональними арабськими силами. Принаймні один AML-90 був захоплений бригадою Голані, ймовірно, під час спроби розвідки позиції збройних сил Ізраїлю після настання темряви. Пізніше ізраїльські офіційні особи показали захоплену машину міжнародній пресі як доказ прямої військової участі Саудівської Аравії у військових діях у Сирії.
16 жовтня 7-а бригада 71-го танкового батальйону 36-ї бронетанкової дивізії Армії оборони Ізраїлю повідомила про зіткнення з саудівськими бронемашинами, які проводили розвідку для іракських сил поблизу Тель-Антара. Саудівці швидко відступили. У якийсь момент між цією сутичкою і вечором 17 жовтня всі саудівські AML — майже зведений легкий броньований батальйон — розпочали невдалу атаку на позиції збройних сил Ізраїлю у селі Тель-Мераї. Після цього решта бронеавтомобілів та їхні екіпажі були включені до йорданської 40-ї бронетанкової бригади. 19 жовтня вони брали участь у спільному наступі з цим підрозділом, але були зупинені влучним танковим вогнем 17-ї резервної танкової бригади збройних сил Ізраїлю та змушені відступити.
Ізраїльтяни стверджували, що знищили більшість саудівських AML в Тель-Мераї. Саудівські звіти визнають втрату лише 4 AML; крім того, саудівці стверджували, що підбили 5 ізраїльських танків і пошкодили ще 5.
У 1968 році Саудівська Аравія замовила у Франції від 200 до 220 AML, поставки були завершені до 1970 року. Деякі джерела стверджують, що в 1978 році було зроблено друге замовлення на ще 250 одиниць. З того часу саудівська армія зняла з озброєння більшу частину свого парку Panhard і експортувала надлишки в різні країни. Під час війни в Перській затоці приблизно 200 AML-90 були зняті з озброєння. Дізнавшись, що сенегальські підрозділи, які брали участь в операції «Щит пустелі», також були знайомі з типом Panhard, генерал Халід бін Султан наказав зберегти певну кількість для використання ними. Бронемашини поспішно обслуговували, а потім передали Сенегалу. Великі обсяги AML також отримали Марокко та Нігер.

#### Ліван

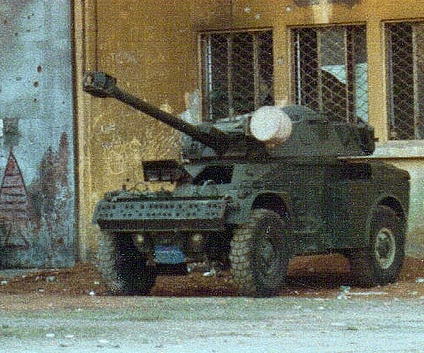
AML-90 ліванської армії в Бейруті, 1982 рік

Принаймні 74 AML-90 було поставлено Збройним силам Лівану між 1970 і 1975 роками, і вони використовувалися у громадянській війні в Лівані. Оскільки їхні екіпажі часто залишали їх без охорони за межами армійських територій, деякі з них, можливо, були викрадені дезертирами збройних сил Лівану, які перейшли на бік регіональних збройних формувань. Інші зникли під час розпаду окремих батальйонів, і до 1981 року ліванський парк AML скоротився до 52 машин. Уцілілі ескадрильї AML страждали від хронічної нестачі персоналу; деякі екіпажі навіть брали участь у бойових зіткненнях без навченого командира у башті машини і залежали від недосвідчених коригувальників поза машинами, щоб вести вогонь. Це призвело до феноменальної неточності ведення вогню.
Після Битви готелів війська Ліванського фронту в портовому районі Бейрута вперше в громадянській війні застосували свої Panhard, вступивши в бій з танками Charioteer, екіпаж яких складався зі збройних формувань Амаль і Ліванської арабської армії. Втративши майже всю свою важку бронетехніку і танки на користь збройних формувань, переважно християнські залишки ліванської армії захопили три AML-90 і дев'ять застарілих T17 Staghound, щоб відбити повторні напади сил Ліванської арабської армії з готельного району. Через підвищену вразливість бронеавтомобілів до РПГ-7 їх екіпажі почали використовувати уламки як імпровізовані барикади. Мусульманським збройним формуванням не вдалося знищити AML за допомогою РПГ, а також безвідкотних гармат Б-10 і М40, оскільки снаряди не мали чіткої траєкторії серед завалів. Величезна вогнева потужність AML-90 з близької дистанції незабаром призвела до серйозних структурних пошкоджень портової частини Бейрута; ряд укріплених будівель було зруйновано 90-мм фугасними снарядами, а будівлі, уражені численними кумулятивними снарядними залпами зруйновано до фундаменту. За допомогою встановлених на вантажівки ЗУ-23-2, які прикривали їхній наступ, AML просунулися на вулиці Алленбі, знищуючи весь опір, і зайняли набережну. Хоча і Ліванська арабська армія, і лівий Ліванський національний рух поспішно залучили танки Charioteer і M41 Walker Bulldog, так багато уламків блокувало вулиці, що вони не могли маневрувати. Неможливо було влучно стріляти крізь уламки, і танки могли вести лише «спекулятивний» вогонь, щоб перешкоджати AML.
У 1983 році танки збройних сил Лівану із підтримкою AML-90 були направлені для ліквідації збройних формувань Амаль, які тоді загрожували елементам Багатонаціональних сил у Лівані у Ліванському університеті. Після облоги Бейрута збройні сили Лівану знову мобілізували свої AML, щоб зайняти позиції, звільнені після виведення ізраїльських військ. Нерозголошена кількість була модернізована до стандарту AML-90 Lynx, включаючи встановлення лазерних далекомірів, і продовжувала використовуватися проти сирійських збройних формувань аж до 2014 року.

##### Збройні формування
Ліванські збройні формування віддавали перевагу Panhard AML завдяки їхній гнучкості, особливо в умовах міських бойових дій, коли їх розгортали проти більш важкої сирійської бронетехніки. Детальний аналіз, проведений Дослідницькою лабораторією армії США у 1979 році, виявив, що AML «ефективно працювали у Бейруті» та зазначав, що «легкість, з якою Panhard керується та ремонтується, а також відсутність гусениць забезпечують мобільність, бажану в міському середовищі.» Модифікації AML ліванських збройних формувань включали заміну оригінальних шин Michelin на пневмокарманні, більш стійкі до осколків мінометів, а також збільшений броньовий лист, який почали встановлювати після зіткнення сирійських танків із легкоброньованими машинами.
Християнські збройні формування фалангістів використовували дванадцять AML-90 як штурмові гармати під час облоги Тель-аль-Заатару, застосовуючи піднесену 90-мм гармату, щоб вибити другий або третій поверхи укріплень, що прикривали палестинських партизанів. AML-90 збройних формувань друзив Прогресивно-соціалістичної партії Народно-визвольної армії Лівану також застосовувалися проти п'яти Staghound ліванських Сил внутрішньої безпеки під час рейду на казарми Фаядії в середині 1976 року. Ліві сили невміло впоралися з броньованими автомобілями, а пізніше їх покинули біля Кахале разом із AMX-13 через механічні проблеми.

##### Тимчасові сили ООН в Лівані

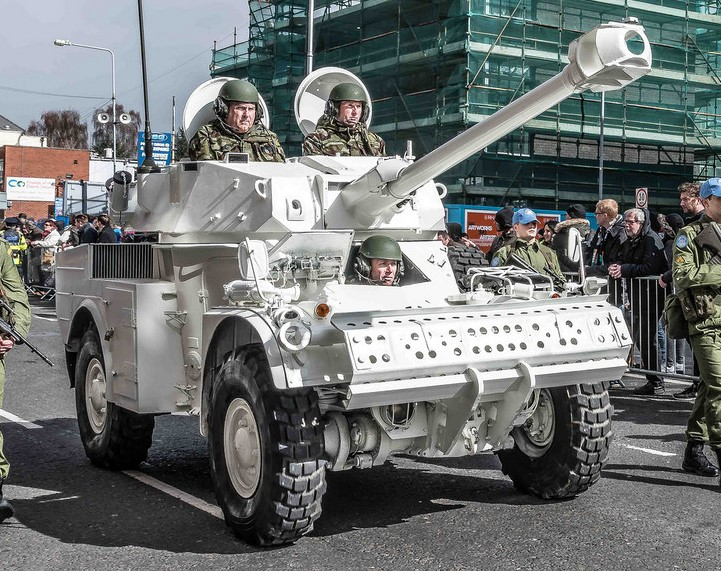
Ірландський AML-90 Тимчасових сил ООН в Лівані. AML були розгорнуті для підтримки восьми миротворчих місій ООН, починаючи з місії у 1964 році

У квітні 1978 року AML ірландської армії були розгорнуті разом із Тимчасовими силами ООН у Лівані, де вони зіткнулися зі значні місіями проти воєнізованих формувань Армії Південного Лівану. Спочатку Ірландія придбала 16 AML-60 у 1964 році для свого великого контингенту Миротворчих сил ООН на Кіпрі. Погіршення ситуації з безпекою там призвело до закупівлі ще 16 AML-60 і 20 AML-90, які спочатку були скасовані через їхню вартість, але згодом вони були визнані необхідними через їхні значні наступальні спроможності. Розвідувальна рота, що складалася з щонайменше 4 AML-90 Миротворчих сил ООН на Кіпрі і 14 Panhard M3, згодом була відправлена з Кіпру до Лівану разом із 43-м ірландським батальйоном, який приєднався до новосформованих Тимчасових сил ООН в Лівані. Будучи найбільш озброєним з національних контингентів Тимчасових сил ООН в Лівані, ірландські AML часто функціонували як резерв мобільних сил. Вони також використовувалися для комплектування контрольно-пропускних пунктів між позиціями ворогуючих Армії Південного Лівану та Організації визволення Палестини. До 1980 року щонайменше одна AML була пошкоджена РПГ-7, коли Організація визволення Палестини вела вогонь по позиціях Армії Південного Лівану. Бронеавтомобіль загорівся, але всі троє членів екіпажу вижили.
12 серпня 1980 року збройні формування Армії Південного Лівану напали на контрольно-пропускний пункт ірландських Тимчасових сил ООН в Лівані у селі Ат-Тірі на півдні Лівану, через заяву Браяна Ленігана-старшого, міністра закордонних справ Ірландії, яку вони сприйняли як підтримку Організації визволення Палестини. Один миротворець отримав смертельне поранення, ще дев'ятеро потрапили в полон, блокпост був знищений. Тоді Армія Південного Лівану розгорнула чотири напівгусеничні машини M9, оснащені великокаліберними кулеметами Browning HB, які вони використовували для переслідування конвоїв Тимчасових сил ООН в Лівані. Через два дні ірландські AML-90 контратакували та відбили село. Одна напівгусенична машина була пошкоджена, а друга знищена після прямого влучення 90-мм снаряда. Третя була залишена, після того як її Browning було виведено з ладу попереджувальним вогнем зі спареного кулемета AML. Бронеавтомобілі також вели напружене протистояння з танками Армії Південного Лівану M50 «Super» Sherman на околицях Ат-Тірі, хоча останні зрештою відмовилися вступати в бойові дії та не протистояли ірландським військам. Вони відступили після прибуття голландського підкріплення Тимчасових сил ООН в Лівані, озброєного ракетами BGM-71 TOW.
Принаймні один командир екіпажу AML-90 був нагороджений найвищою військовою відзнакою Ірландії — військовою медаллю «За відвагу» за дії під час битви в Ат-Тірі. Можливо, ірландські AML знову почали застосовувати в 1996 році під час операції «Грони гніву».

#### Ємен
У 1974 році політичний лідер Північного Ємену Абдулла ібн Хусейн аль-Ахмар відвідав Саудівську Аравію, щоб домовитися про передачу зброї новонародженій Єменській Арабській Республіці, яка відновлювала свої збройні сили після недавньої громадянської війни. Королівська армія Саудівської Аравії погодилася передати 31 AML-90 із власних запасів, а також надати необхідних інструкторів для навчання єменських екіпажів. Коли Алі Абдалла Салех став президентом Північного Ємену наприкінці 1970-х років, AML-90 були передані різним воєнізованим формуванням у Сані та перепрофільовані як машини внутрішньої безпеки. Після об'єднання Ємену вони були прийняті в інтегровані Збройні сили Республіки Ємен. У 1998 році Ємен придбав у Франції ще 15 AML-90 і AML-60.
На початку 2000-х армія та сили безпеки Ємену мали парк із 125 AML-90 та 60 AML інших варіантів, більшість з яких були придбані з невідомих джерел. Через виснаження та вік парк скоротився до 95 машин до 2013 року. У 2014 році єменська армія зняла башти з кількох AML-90 і встановила їх на свої бронетранспортери БТР-60ПБ, що свідчить про те, що життєвий цикл AML закінчується. Попри це, деякі AML використовуються у громадянській війні в Ємені.

#### Ірак
У середині 1960-х років Франція щукала нові джерела дешевої та якісної сирої нафти на Близькому Сході та відповідно почала розвивати стратегічне партнерство як з Іраком, так і з Іраном. Встановлення міцних двосторонніх зв'язків між урядами Франції та Іраку в 1967 році збіглося з кількома нафтовими концесіями, які були надані французькій фірмі Elf Aquitaine, і іракською військовою програмою придбання нової західної зброї після Шестиденної війни. Делегація збройних сил Іраку вперше відвідала Париж приблизно в грудні 1967 року, а за нею прибула друга делегація, очолювана особисто генералом Абделем Рахманом Арефом у лютому 1968 року. Очевидно, під час обох візитів іракці розмістили замовлення на 75 броньованих автомобілів AML. У результаті обох замовлень Ірак придбав загалом 106 AML-60 і 40 AML-90. Ці продажі були сприйняті французьким урядом як практичний прояв його нової політики на Близькому Сході та можливість культивувати більше інтересу до нових нафтових та інших комерційних угод, які Франція сподівалася підписати з Іраком. Рішення передати AML Іраку було, як і подібний продаж Саудівській Аравії, піддане критиці французькою пресою як порушення добровільного ембарго на постачання зброї, накладеного на Середній Схід. В обох випадках уряд Франції стверджував, що ембарго поширюється лише на зброю з «явними наступальними характеристиками», наприклад танки чи винищувачі.
Після Революції 17 липня партія Баас прийшла до влади в Іраку і звернулася до Радянського Союзу як до свого головного постачальника зброї. Між 1968 і 1970 роками армія Іраку здійснила другу велику програму переозброєння за підтримки СРСР. Однак радянський уряд використовував ці відносини для здійснення політичного тиску на баасистський режим. Іракські офіційні особи також вважали, що Радянський Союз припиняє експортувати свою найсучаснішу зброю, і тому розпочали диверсифікаційні зусилля, щоб знайти вторинних постачальників зброї, переважно на Заході. У 1972 році партія Баас у відповідь на те, що Франція не виступала проти її націоналізації іракської нафти, розмістила замовлення на кілька AML-90. Оцінки кількості спочатку проданих і поставлених до Іраку коливаються від 8 до 38; однак очевидно, що ця переважно символічна покупка сприяла відновленню оборонних зв'язків із Францією. У 1974 році іракці розмістили друге замовлення на ще 20 AML-60 і 42 AML-90, а згодом на 2 AML-60 і 25 AML-90. Більшість замовлень були невеликими й приурочені до запитів Іраку на доступ до набагато передовіших французьких оборонних технологій, але вони швидко накопичувалися; компанія Panhard зафіксувала продаж 131 AML-60 і 101 AML-90 Іраку між 1972 і 1980 роками.

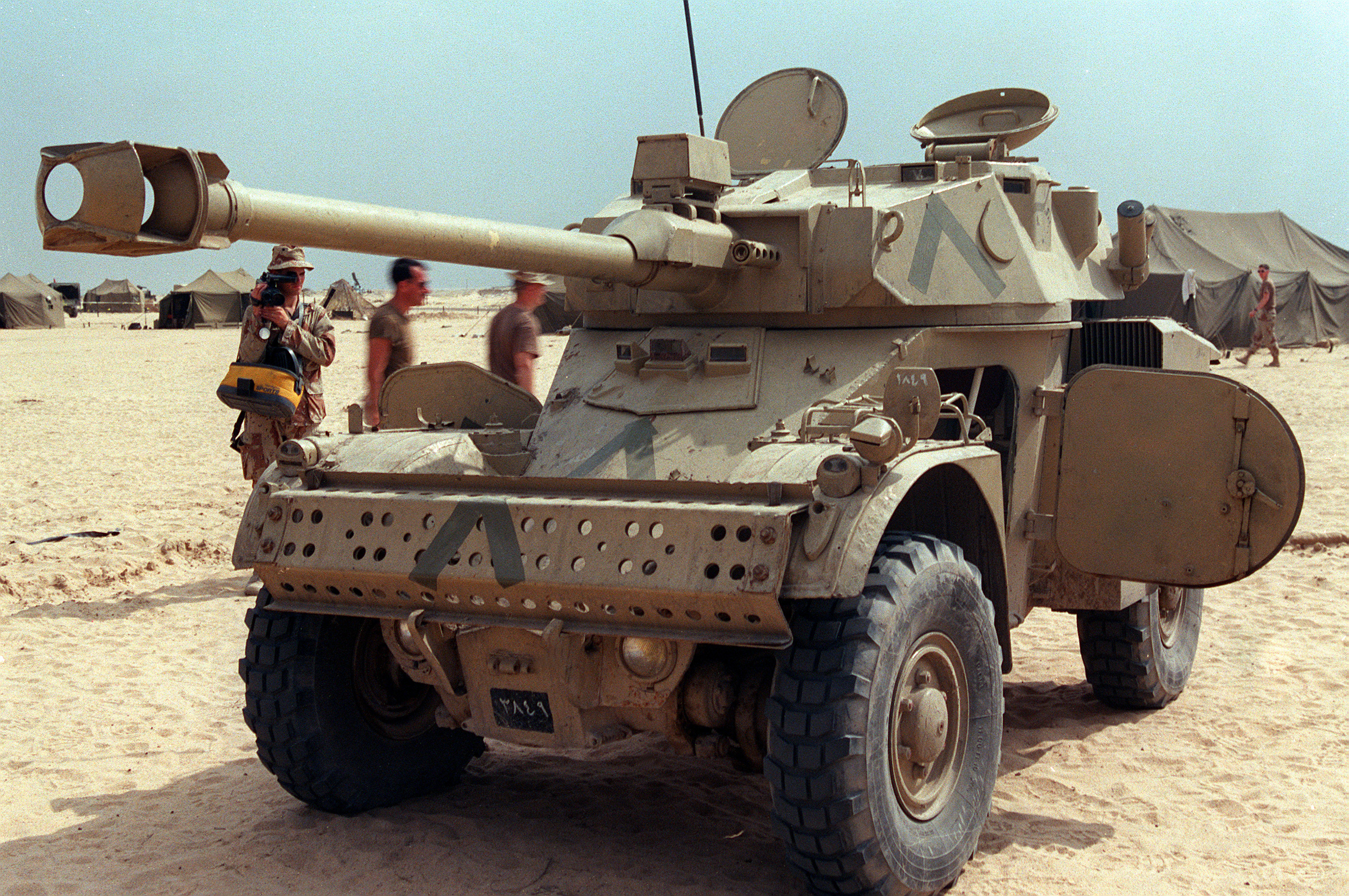
Іракський AML-90 покинутий під час операції «Буря в пустелі»

На службі в Іраку взводи AML зазвичай приєднувалися до рівня бригади чи батальйону і використовувалися для виконання традиційних завдань розвідки. Один іракський бронетанковий розвідувальний взвод міг складатися з 8 AML. Кожен корпус і піхотна дивізія армії Іраку також мали свій розвідувальний батальйон з 46 AML і розвідувальні машини БРДМ-2, розділені на дві роти. Більшість звичайних розвідувальних завдань виконували AML-90, які цінувалися за розмір і дальність озброєння, тоді як AML-60 використовувалися для другорядних бойових завдань.
Іракські AML вперше почали діяти в провінції Хузестан під час вторгнення в Іран у 1980 році. За відсутності належного повітряного прикриття 28 вересня біля Бостану кілька з них були знищені іранськими ударними гелікоптерами Bell AH-1 Cobra. У 1991 році проти Корпусу морської піхоти США і Національної гвардії Саудівської Аравії під час битви при Хафджі AML-90 були знову застосовані, проте дещо неефективно. Їх поява в Хафджі, можливо, призвела до деякої плутанини, оскільки бронемашини також використовувалися саудівцями. Багато іракських екіпажів не скористалися перевагами мобільності своїх машин і билися з коаліційними силами зі статичних позицій, поки їх не знищила артилерія. Під час звільнення Кувейту та подальшого контрнаступу коаліції перевага в повітрі була вирішальним фактором у більшості розвідувальних операцій. США використовували розвідувальні вертольоти, озброєні ракетами BGM-71 TOW, які часто знищували іракські AML на великій відстані, перш ніж вони могли виявити або атакувати наземні сили союзників. Інші були знищені на землі протягом першого дня наступу коаліції на Кувейт американськими танками M1 Abrams.
За оцінками США, у 1990 році армія Іраку використовувала 300 AML. Ірак втратив близько половини своїх броньованих розвідувальних машин під час війни в Перській затоці. Невелика кількість AML-90 і AML-60 залишалася боєздатними, хоча їм дедалі більше загрожували нерегулярне технічне обслуговування та відсутність запасних частин. Коли очолювана США коаліція вторглася в Ірак у 2003 році, іракські AML зіткнулися з контингентом американських танків, які підпислювали 3-й батальйон 4-го полу морської піхоти США, коли вони наступали на Ен-Насирію.

#### Єгипет
Єгипет вперше зіткнувся з ізраїльськими AML-90 на Синайському півострові під час Шестиденної війни, де принаймні один взвод кілька разів розгортався проти єгипетських танків Т-54. Деякі з них були захоплені єгипетськими військами під час ізраїльської кампанії, а окремі екземпляри були прийняті на озброєння. Їхня продуктивність настільки вразила сухопутні війська Єгипту, що пізніше вони опублікували власні вимоги щодо броньованого автомобіля з 90-мм гарматою, встановленою на башті, яка, переважно, веде вогонь підкаліберними снарядами для виконання протитанкових завдань. Заявки на програму були прийняті від шести європейських підрядників (включаючи Panhard), хоча незрозуміло, який транспортний засіб було обрано.

### Південна Америка

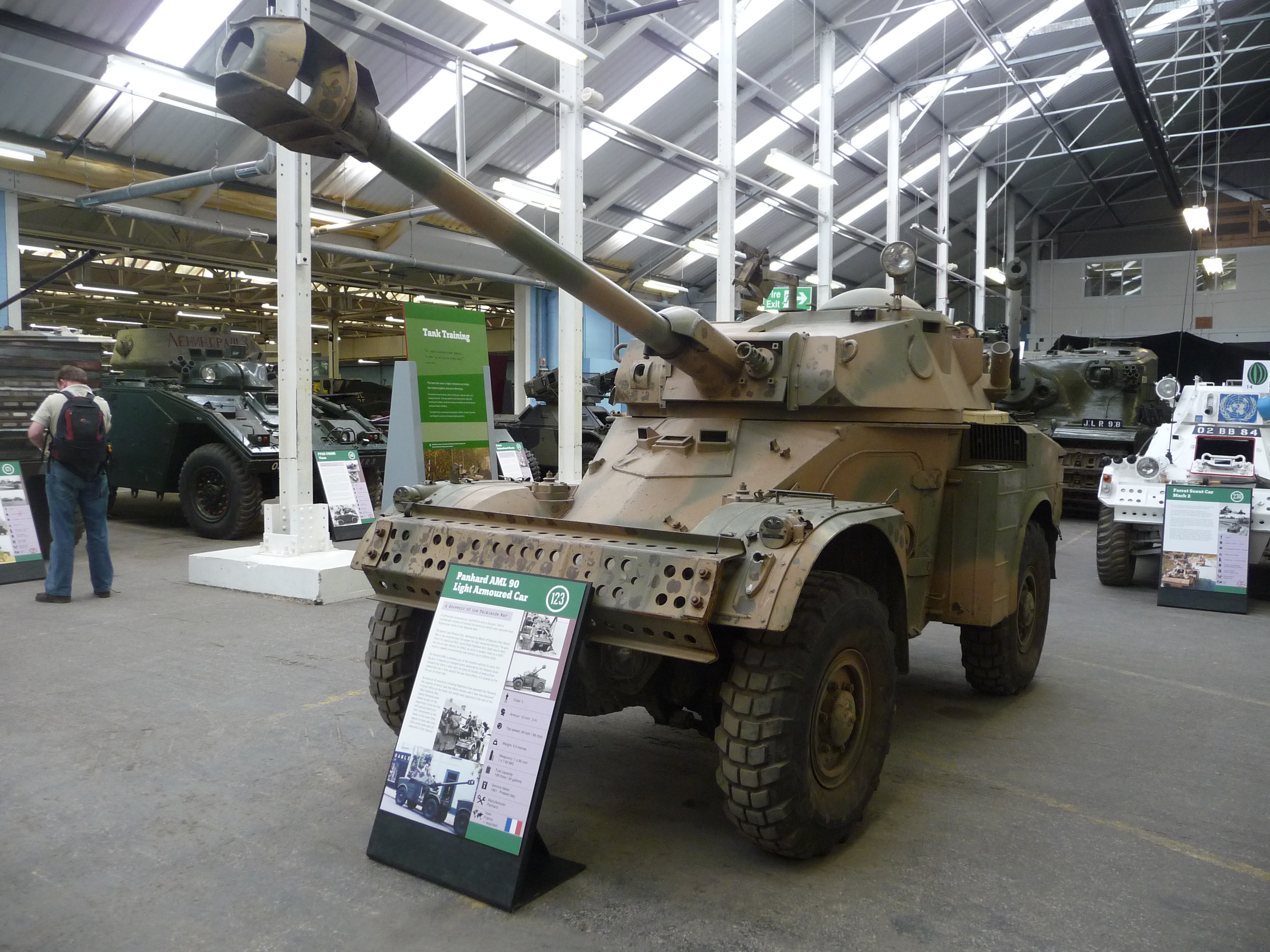
Захоплений аргентинський AML-90 на виставці в

Під час Фолклендської війни аргентинці розгорнули 12 AML-90 зі 181-го бронекавалерійськового розвідувального ескадрону (Escuadron de Exploracion Caballeria Blindada 181) і невідому додаткову кількість зі 10-го бронекавалерійськового розвідувального ескадрону (Escuadron de Exploracion Caballeria Blindada 10) поблизу Порт-Стенлі. Під час битви за Бездротовий хребет відбулася єдина битва бронетехніки проти бронетехніки у війні, коли ці підрозділи зіткнулися зі FV101 Scorpion і FV107 Scimitar полку Блюз енд Роялс. Броньовані машини залишили в Стенлі після закінчення конфлікту.
Під час громадянської війни в Сальвадорі принаймні один AML-90 був знищений повстанцями Фронту національного звільнення імені Фарабундо Марті за допомогою дульних гранатометів і безвідкотної гармати M67.

### Субсахарська Африка
У 1987 році, під час війни «Тойот», використання Національними збройними силами Чаду швидкісних колісних транспортних засобів, у тому числі AML-90, дозволило чадським силам прорватися через загальновійськові формування та завдати серйозної шкоди до того, як повільніші лівійські танки змогли вистежити або вразити свої цілі. Panhards, розгорнуті спільно з ракетними групами MILAN на стратегічних вузлах пагорбів, часто влаштовували засідки на Т-55 на відстані менше трьохсот метрів.
У середині грудня 2010 року AML прихильників Лорана Гбагбо, використовувався для залякування цивільного населення Кот-д'Івуару в Абіджані та західній сільській місцевості.
Школа підготовки та застосування бронетанкових військ (Ecole de Formation et d'Application des Troupes Blindées) у Мбанза-Нгунгу в Демократичній Республіці Конго спочатку використовувалася Французькою військовою місією співробітництва для навчання африканських екіпажів AML. Сьогодні школа може прийняти 70 слухачів; зараз у програмі беруть участь десять африканських армій.

## Варіанти

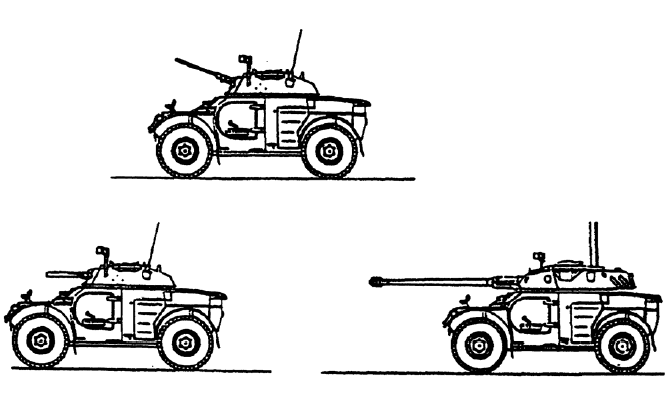
Варіанти AML в таблиці розпізнавання військових США. Справа наліво: AML-90 (H-90), AML-20 (H-20) і AML-60 (HE 60-7).

### AML-60
Більш формально відомий як AML HE 60-7 або за кодом виробника AML-245B, AML-60 був початковою серійною моделлю Panhard і мав заокруглену башту зі спареним 7,62-мм кулеметами ліворуч і 60-мм мінометом заряджання з казенної частини праворуч, з 3 800 набоями калібру 7,62 мм та 43–53 мінометними снарядами відповідно. Міномет усе ще можна було заряджати дульно ззовні машини, але він унікальний тим, що відкривається казенна частина, що блокується блоком, подібно до артилерійських систем прямої наводки. Має підвищення +80° і зниження −15°. Доступні два типи мінометів: Hotckiss-Brandt CM60A1 або, у пізніших серійних моделях, Cloche Spéciale (CS) 60, розроблений французькою державною компанією Direction technique des armements terrestres (DTAT), який вирізнявся ребристим стволом. Ергономічні розміри боєприпасів CS 60 дозволяють перевозити ще додаткові десять мінометних зарядів, загалом 53, на відміну від 43 у випадку із CM60A1. Обидва можуть вести вогонь по пологій траєкторії та ефективні на дистанції не більше ніж 300 м за прямим наведенням або 1,7 км за непрямим наведенням. Були виготовлені окремі бойові та командні варіанти башт AML HE 60-7, останні оснащені додатковим радіообладнанням і, отже, мали порівняно обмежений простір всередині. Кількість боєприпасів всередині автомобіля було зменшено до 32 мінометних зарядів і 3 200 набоїв калібру 7,62 мм відповідно.
Командир екіпажу AML-60 визначає цілі, керує навідником і виконує ряд розрахунків дальності та боєприпасів, щоб визначити кути стрільби. Націлювання є оптичним і здійснюється через комбінований монокулярний телескоп і бінокулярний перископ M112/3. Керування наведенням за кутом пов'язане з мінометом, але передбачено можливість ручного сканування. У пізніх серійних моделях мікрометрові позначки на прицілах могли підсвічуватися для нічної стрільби.

### AML 60-20
У відомому як AML HE 60-20, в AML 60-20 замінено обидва спарені 7,62-мм кулемети на 20-мм автоматичну гармату M621 із боєзапасом 500 набоїв. 20-мм автоматична гармата створена на базі MG 151 і має кут підвищення +50° і зниження −8°, що дозволяє їй у разі потреби вражати літаки на низькій висоті. Він веде вогонь як бронебійними, так і осколково-фугасними снарядами з початковою швидкістю 1 040 м/с. За потреби на даху башти можна встановити додатковий 7,62-мм кулемет на вертлюжному станку, хоча зберігати можна лише 1 000 набоїв.

### AML 60-20 Serval

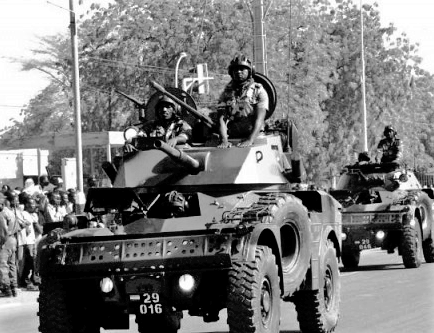
Panhard AML 60-20 Serval збройних сил Нігеру на параді. Відсутністнє будь-яке спарене озброєння на передній частині башти

AML-60-20 Serval поєднував шасі AML-60 із набагато більшою та досконалішою баштою Serval, розробленою Hispano-Suiza CNMP, із значними покращеннями вогневої потужності, прицілів та розміщення боєприпасів оригінальної концепції AML 60-20. Було запропоновано два типи 20-мм автоматичної гармати: M693 або Oerlikon KAD B-16 (Hispano-Suiza HS.820). Оригінальні міномети CS DTAT або CM60A1 були замінені на довгоствольну 60-мм гармату-міномет Brandt LR, яка збільшила дальність основного озброєння більш ніж вдвічі. Brandt LR також веде вогонь унікальним бронебійним снарядом. З огляду на те, що внутрішнє місце займає більший міномет, автоматичну гармату та 7,62-мм кулемет перемістили на нову позицію в задній частині башти.
AML 60-20 Servals були першими варіантами AML-60, які були оснащені електричною системою керування вогнем, розробленою спеціально для гармат-мінометів. Апарат складався з двох окремих блоків управління, по одному для навідника і командира, а також нового далекоміра. Він також мав інклінометр, який був розроблений, щоб вести вогонь з основного озброєння, поки AML стоїть на похилій поверхні, без шкоди для точності. Навідник міг вносити відповідні поправки в пеленг прицілювання, виходячи з висоти по горизонталі.

### AML 60-12

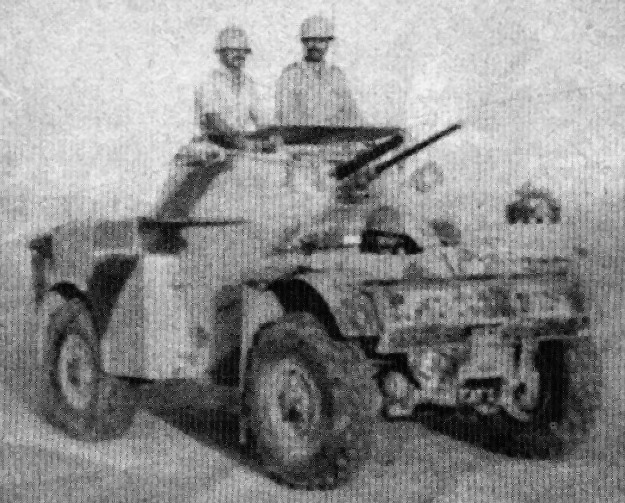
AML 60-12 в Іраку, кінець 1970-х

Відомий як AML HE 60-12, AML 60-12 був у усіх відношеннях ідентичний до AML 60-20, за винятком 20-мм автоматичної гармати, яка була завмінена одним 12,7-мм важким кулеметом. Його башта мала боєкомплект 1 300 набоїв калібру 12,7 мм і 3 800 набоїв калібру 7,62 мм.

### AML-90
Офіційно відомий як AML H-90 або за кодом виробника AML-245C, AML-90 був розроблений для виконання ар'єргардних завдань і заміни більш важких танків і бойових броньованих машин, які розгортаються більш лінійно на фронті. Його головною особливістю була 90-мм нарізна гармата низького тиску DEFA, яка дозволяла об'єднати протитанкові та розвідувальні елементи французьких територіальних підрозділів у новий компонент, здатний підбити найважчу машину, з якою вона, ймовірно, моглаб вступити у бій, зокрема радянські АСУ-57 і АСУ-85. Це була пряма відповідь на радянську десантну доктрину — тоді московські тактики надавали великого значення розгортанню десантників із власною артилерією та бронетехнікою глибоко в тилу ворога.
DEFA D921 була першою 90-мм гарматою низького тиску, яка масово вироблялася у Франції. Вона була спеціально розроблена для транспортних засобів вагою менше десяти тонн, і успішне з'єднання зброї такого великого калібру з п'ятитонним шасі AML вважалося головним інженерним досягненням. Це зробило AML-90 винятково добре озброєним пропорційно до його ваги та забезпечило перевагу в легших навантаженнях віддачі порівняно зі звичайною танковою гарматою. Зброя була розроблена Etablissement d'Etudes et de Fabrications d'Armement de Bourges (EFAB) у 1950-х роках і частково створена за моделлю серії легких 90-мм бельгійських гармат Mecar KEnerga. Проте, на відміну від бельгійської зброї, у DEFA D921 був відсутній гладкоствольний ствол, натомість використовувалися неглибокі нарізи з досить повільним поворотом, щоб забезпечити низьку швидкість обертання снаряду на виході з дула. Його боєприпаси також були стабілізовані за допомогою оперення, але покращені в порівнянні з боєприпасами Mecar, отримавши оперення як пряме продовження окремого снаряда, що робить його набагато коротшим.
Встановлена на AML-90, D921 має підвищення +15° і зниження -8°. Машина забезпечена спареним 7,62-мм кулеметом ліворуч від основного озброєння. Башта рухається обертанням маховичків навідника, які не мають електроприводу. Поворот башти на повні 360° займає приблизно 25 секунд. AML-90 має боєзапас 20 90-мм снарядів і 2 400 набоїв до кулемету. 90-мм осколково-фугасний протитанковий снаряд має початкову швидкість 750 м/с і пробиє 320 мм броні під кутом 0° або 120 мм броні під кутом 60°. Осколково-фугасний снаряд має дульну швидкість 650 м/с. Ці досить низькі швидкісні характеристики, хоч і придатні для ближнього бою, знижують ймовірність влучання на великих дистанціях і виявилися серйозною перешкодою під час боротьби з танками. Досвід бойових дій під час війни за незалежність Намібії та Шестиденної війни довів, що AML суттєво перевершила дальність дії як Т-34/85, так і M48 Patton. Її досить аскетичне управління вогнем з оптичним визначенням дальності на основі оцінок командира екіпажу також було проблематичним. Машина не може вести вогонь на ходу, оскільки її трансмісія не може погасити віддачу такої великої гармати під час руху вперед і, як наслідок, зазнає надмірного зносу. Тим не менш, під час принаймні трьох конфліктів AML виявилася здатною знищувати основні бойові танки, часто атакуючи з флангу або з тилу. Найважчою бронетехнікою, знищеною AML-90, ймовірно, був лівійський Т-62 під час війни «Тойот» у березні 1988 року.
Відкат D921 становить приблизно 58 см, а потім гідропневматичним рекуператором повертається у бойову позицію. Він оснащений дульним гальмом з подвійною перегородкою, яке зменшує величину імпульсів вогню і, відповідно, середню силу віддачі. Однак відведення порохових газів назад і надлишковий тиск, що виникає внаслідок цього, можуть спричинити травму екіпажу. Після відкату відкривається затвор і викидається порожня гільза; тоді казенна частина залишається відкритою для перезаряджання.

### AML-90 Lynx

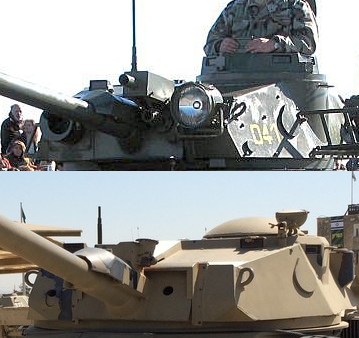
Згори: башта Lynx 90 з новою командирською башточкою, прицілом, прожектором і лазерним далекоміром.
Внизу: оригінальна башта H-90.

Також відомий як AML D-90 Lynx, AML-90 Lynx був значно оновленим і модернізованим AML-90, оснащеним складною баштою та системою вимірювання дальності. Як і H-90, башта D-90 Lynx має таку ж 90-мм гармату D921 праворуч та спарений 7,62-мм кулемет ліворуч. Основне озброєння тепер отримало вдосконалений механізм підйому і може півищуватися від −8° до +35°. Інші модифікації включали заміну неосвітлених оптичних прицілів на комбіновані денні/нічні приціли TJN2-90. Нові приціли були сконструйовані навколо світлопідсилюючої трубки з автоматичним регулюванням посилення, щоб дозволити прицілювання в темряві без потреби в штучному освітленні, і мали радіус дії майже 2 км. Вони можуть бути оснащені додатковими функціями, такими як компенсація нахилу або тахометрія. Асортимент інших прицілів і прицільного обладнання також пропонувався з AML-90 Lynx для експортних замовників, включаючи той самий комплект нічних прицілів CANASTA та набір електроніки, що встановлений на AMX-10 RC. Система CANASTA включала телевізійну камеру для слабкого освітлення та блоки відображення для навідника та командира AML, а також рухому електронну сітку з корекцією кута прицілювання. Це певною мірою компенсувало низьку ймовірність влучання першим 90-мм снарядом на дальній дистанції, дозволяючи автоматично вражати рухомі цілі.
Однією з визначальних характеристик AML-90 Lynx був великий прожектор, встановлений співвісно з 90-мм гарматою, куполоподібна командирська башточка з оглядовими блоками, що нагадують Eland Mk7, і коробчастий лазерний далекомір на масці гармати. Два типи французьких лазерних далекомірів були доступні в стандартній комплектації, хоча кілька іноземних конструкцій, таких як Avimo LV3, також могли бути встановлені, зокрема TCV 107 і TCV 29. Обидва далекоміри автоматично розраховують відстань до цілі та передають цю інформацію командиру екіпажу, усуваючи потребу в грубій оцінці, як раніше.
AML-90 Lynxe пропонувалися з різними новими силовими установками, а саме з дизельним двигуном Peugeot XD 3T потужністю 71 кВт (95 к.с.) для збільшеного запасу ходу до 1 000 км. У 1979 році один прототип AML-90 Lynx був продемонстрований з двигуном Mercedes-Benz OM617 потужністю 86 кВт (115 к.с.), але залишається незрозумілим, чи ця модель надійшла у виробництво. Озброєння, встановлене на башті D-90 Lynx, також можна було обирати, включаючи модифікацію гармати D921 для ведення вогню бронебійними опереними підкаліберними снарядами із початковою швидкістю 1 350 м/с або її заміну на значно потужнішу 90-мм гармату середнього тиску Cockerill Mk. III, яку встановлювали на EE-9 Cascavel. Багато з цих башт були оснащені гідравлічною траверсою, що виключало необхідність ручного управління. Оберт силової башти Lynx на повні 360° займає менше п'ятнадцяти секунд.
Перші експортні продажі AML-90 Lynx відбулися в Бурунді, яка замовила 12 автомобілів у 1982 році. Марокко придбало 20 автомобілів у 1988 році, а ще 23 були прийняті Національними збройними силами Чаду як військова допомога під час останнього етапу чадсько-лівійського конфлікту. Невелика кількість була також пожертвувана французьким урядом Сенегалу, Того та Гвінеї. Невідома кількість ліванських і кенійських AML-90 також була модернізована баштами Lynx.

### AML S530
Розроблений як зенітна самохідна установка, AML S530 був розроблений виключно для експорту та стоїть на озброєнні сухопутних військ Венесуели. Він має спарену 20-мм автоматичну гармату М621 із запасом 600 набоїв. Автоматичні гармати мають підвищення кута +70° і зниження −10°. Прицілювання є оптичним і здійснюється за допомогою встановленого на даху перископічного прицілу, дуже схожого на встановлений на AML HE 60-7. Приціл модифікований для зенітних цілей і має вертикальне поле зору 20°. Він має сонцезахисний фільтр, коліматор із регульованою функцією підсвічування для нічної стрільби, регульований дисплей для відстеження швидко- або повільнорухомих цілей і літальних апаратів, що летять горизонтально або пікірують, а також автоматичну оцінку дальності вогню з ефективністю до 1,3 км. При необхідності могли бути встановлені більш спеціалізовані зенітні приціли, а також приціли, призначені виключно для ураження наземних цілей. Обидві 20-мм гармати оснащені механізмом подачі боєприпасів на 260 набоїв кожна. Вони можуть вести вогонь як напівавтоматично, повністю автоматично, так і короткими чергами з циклічною скорострільністю 750 пострілів на хвилину на кожен ствол. Водночас, також можна використовувати лише один ствол. Подача боєприпасів розміщена в підйомному модулі башти та подається з бункера для боєприпасів у кошику башти. 20-мм бронебійний набій має початкову швидкість 1 000 м/с і пробиє 23 мм броні під кутом нахилу 0°. Фугасно-запалювальні снаряди мають початкову швидкість 1 026 м/с.
Прототип AML S530 вперше був продемонстрований на виставці Satory у 1971 році, і Венесуела невідкладно замовила 12 машин. Вони були виготовлені та поставлені до 1973 року, але подальших експортних продажів не було. Менший, більш округлий варіант тієї ж башти S530 з покращеним прицілом пізніше був встановлений на шасі ERC 90 Sagaie для військових потреб Габону.

### AML-20

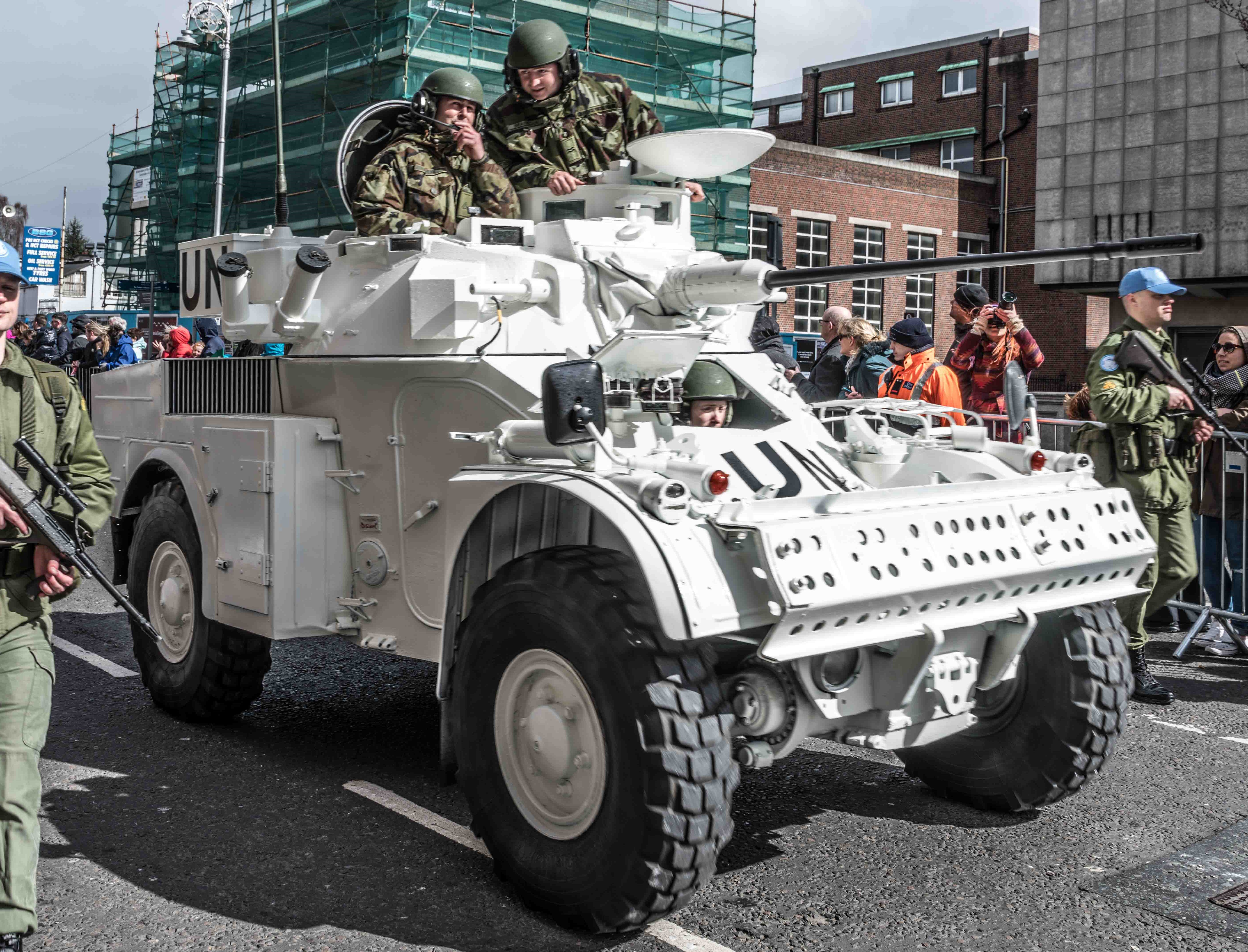
Ірландський AML-20 з баштою Denel LCT-20. Озброєний південноафриканською копією автоматичної гармати M693,

AML H-20 мав башту з приводом траверса та підвищення і був озброєний однією 20-мм автоматичною гарматою M693 F2; 7,62-мм кулемет також встановлювався співвісно з основним озброєнням, і аналогічна зброя могла бути встановлена на даху башти для протиповітряної оборони. M693 можна має підвищення від −8° до +50°. На відміну від M621, встановленого на AML 60-20 і AML S530, ця зброя використовувала набої з механічним заряджанням і була поєднана з системою подвійної подачі боєприпасів, що дозволяло заряджати більше ніж один тип боєприпасів одночасно, а стрільці могли переключатися між ними. Вона може вести вогонь всіма 20-мм снарядами Hispano-Suiza HS.820, а також спеціально розробленим французьким підкаліберним бронебійним снарядом Type 693. Бронебійний боєприпас знищує будь-яку іншу легку броньовану машину на відстані до 1 км, а також пошкоджує борти більш старого основного бойового танка. Як і у випадку з M621, можна вести вогонь одиночними або безперервними чергами.
Для AML-20 були запропоновані дві окремі башти: французька TL-120 SO від Societe d'Applications des Machines Motrices (SAMM) і південноафриканська LCT-20 від Denel Land Systems, яка спочатку була розроблена для БМП Ratel-20. Башта TL-120 SO була відкритою і містила 1 000 набоїв калібру 20 мм. Це була одна з найбільш захищених башт, встановлених на шасі AML на сьогоднішній день, з максимальною товщиною броньового листа 20 мм. Ця башта також мала гідравлічний привод і могла повертатися на повні 360° за десять секунд або менше. Оптичні приціли навідника були взяті з AML S530, а також додатковий перископ, оптимізований спеціально для зенітних цілей. Для командира екіпажу не було передбачено жодних прицілів, тому навідник відповідав за прицілювання.
Башта LCT-20 була значно досконалішою, включала ряд приладів нічного бачення та лазерний далекомір. Мала боєзапас близько 300 набоїв калібру 20 мм і 1 000 набоїв калібру 7,62 мм. LCT-20 не мала відкритого верху, хоча для цілей спостереження був купол з чотирма прямими оглядовими вікнами. Приціли Denel, передбачені як для навідника, так і для командира, мали ефективність до 4 км.

### AML-30
Прототип AML H-30, випробуваний на початку 1970-х років, поєднував шасі AML-90 і башту з єдиною 30-мм зенітною гарматою Hispano-Suiza HS.831 і був першим AML, який мав електропривід управління баштою. 30-мм гармата могла вести вогонь напівавтоматично, чергами або повністю автоматично. Ліворуч від основного озброєння міг бути встановлений спарений 7,62-мм кулемет. Боєкомплект складав 200 30-мм снарядів і 2 200 7,62-мм набоїв до кулемета.

### AML NA-2
У зв'язку зі зростанням застарілості протитанкової зброї прямого вогню низького тиску Panhard виготовив принаймні один спеціальний варіант носія протитанкових керованих ракет AML-90 — те саме шасі зі знятою баштою та заміненою на пускову система для чотирьох ракет SS.11 або двох ракет SS.12/AS.12. Для самооборони в центрі нової системи встановлено два 7,62-мм кулемети.

### Інші варіанти
Понад десяток варіантів Panhard AML було розроблено для задоволення широкого спектру вимог, включаючи прикордонне патрулювання, охорону аеродромів, легкі рейдові завдання та завдання зв'язку. У якийсь момент Panhard розробив чотири інші транспортні засоби для цих ролей на базі шасі AML, але позначив їх відповідно EPF, EPA, ERA та EPR. Зв'язкова модель, EPR, була безбаштовою і мала лише кільцевий 12,7-мм великокаліберний кулемет. ERA, призначений для рейдових завдань і переслідування великих броньованих або механізованих сил, був подібний до AML-20, але міг також нести установку для шести ракет MILAN замість 20-мм автоматичної гармати. EPF і EPA мали до трьох 7,62-мм єдиних кулеметів кожна. Ще один варіант, AML Eclairage, був ідентичний до AML-20 і ERA.
На базі AML-30 і AML-90 створили амфібійні моделі, які мали гвинти та водонепроникні корпуси. Вони мали надувні поліуретанові елементи, що дозволило бронемашині плавати. Поліуретанова футерівка мала перевагу в тому, що була самозагасаючою у разі займання полум'ям і забезпечувала точкову детонації снаряда, перш ніж він досягне броньового листа. Амфібії AML рухалися по воді зі швидкістю 7 км/год і управлялися передніми колесами. Корпус-амфібія збільшила вагу шасі приблизно на 10 %.

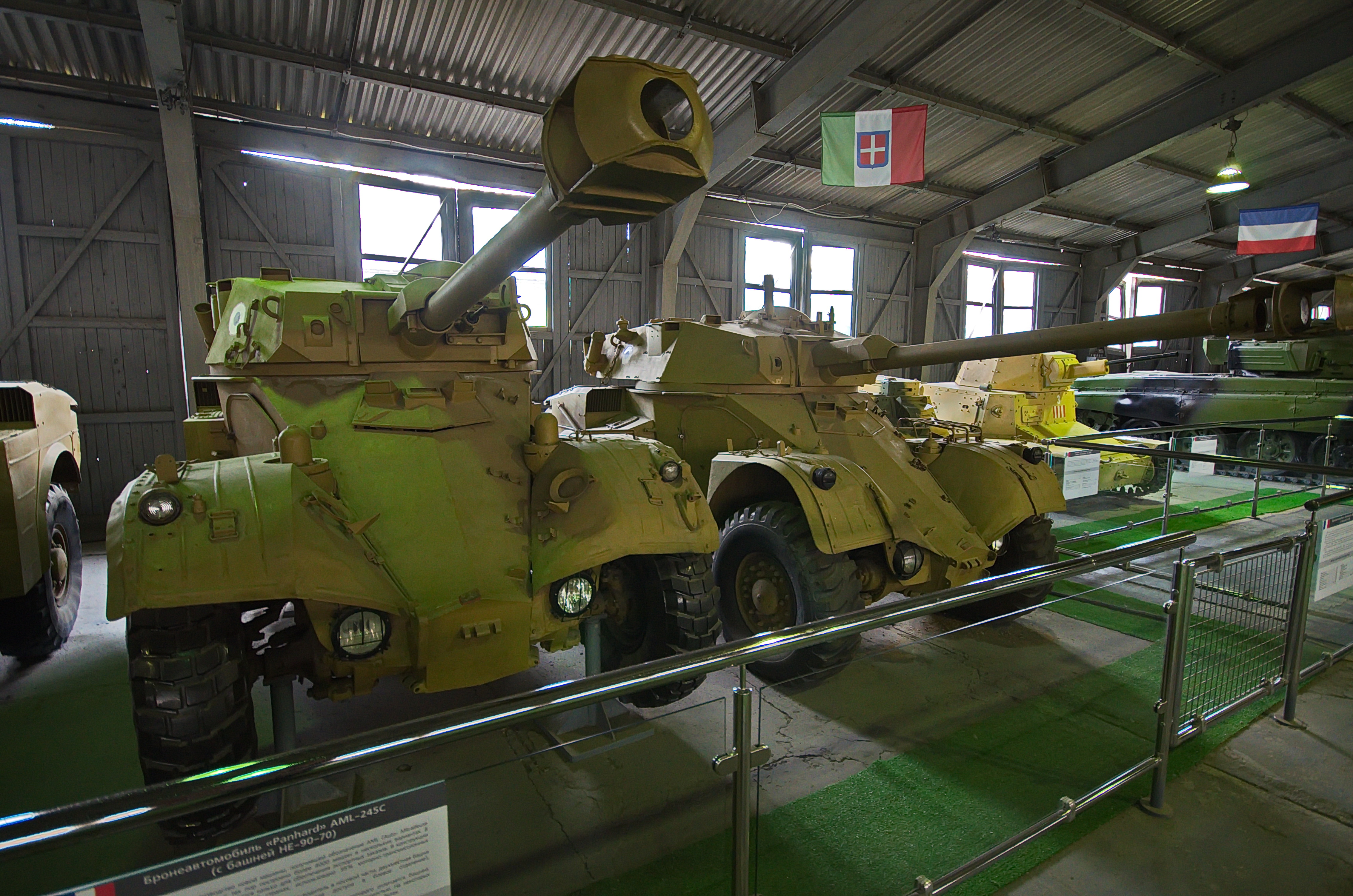
Panhard AML-90 (ліворуч) і Eland (праворуч) у Бронетанковому музеї в Кубинці

Окремі армії також модернізували існуючі протиракетні засоби новим озброєнням, взятим з іншої бронетехніки, таким як башта та 30-мм автоматична гармата RARDEN легкого танка FV107 Scimitar.
Eland Mk7 — це похідна система AML, створена за ліцензією в Південній Африці з низкою значних модифікацій. Незважаючи на те, що транспортний засіб виконує схожу роль зі своїм аналогом Panhard, він відрізняється як дизайном, так і конструкцією. Двигун у задній частині Eland має водяне охолодження, тоді як двигун французького транспортного засобу має повітряне охолодження, що вимагає іншої задньої частини корпусу. Корпус Eland також трохи довший.
Кілька компаній наразі пропонують оновлення або комплексні пакети відновлення для AML, особливо в частині застарілого двигуна Panhard Model 4 HD, для якого складно та дорого знайти запасні частини. Ізраїльська фірма Saymar запропонувала замінити його дволітровим дизельним двигуном Toyota потужністю 76 кВт (102 к.с.). Іншу масштабну програму модернізації AML пропонує дочірня компанія Saudi Military Industries Corporation. Капітально відремонтовані саудівські двигуни AML тримаються на горизонтальній розсувній рамі, що дозволяє замінити їх навченою командою технічного обслуговування за двадцять хвилин.

## Оператори

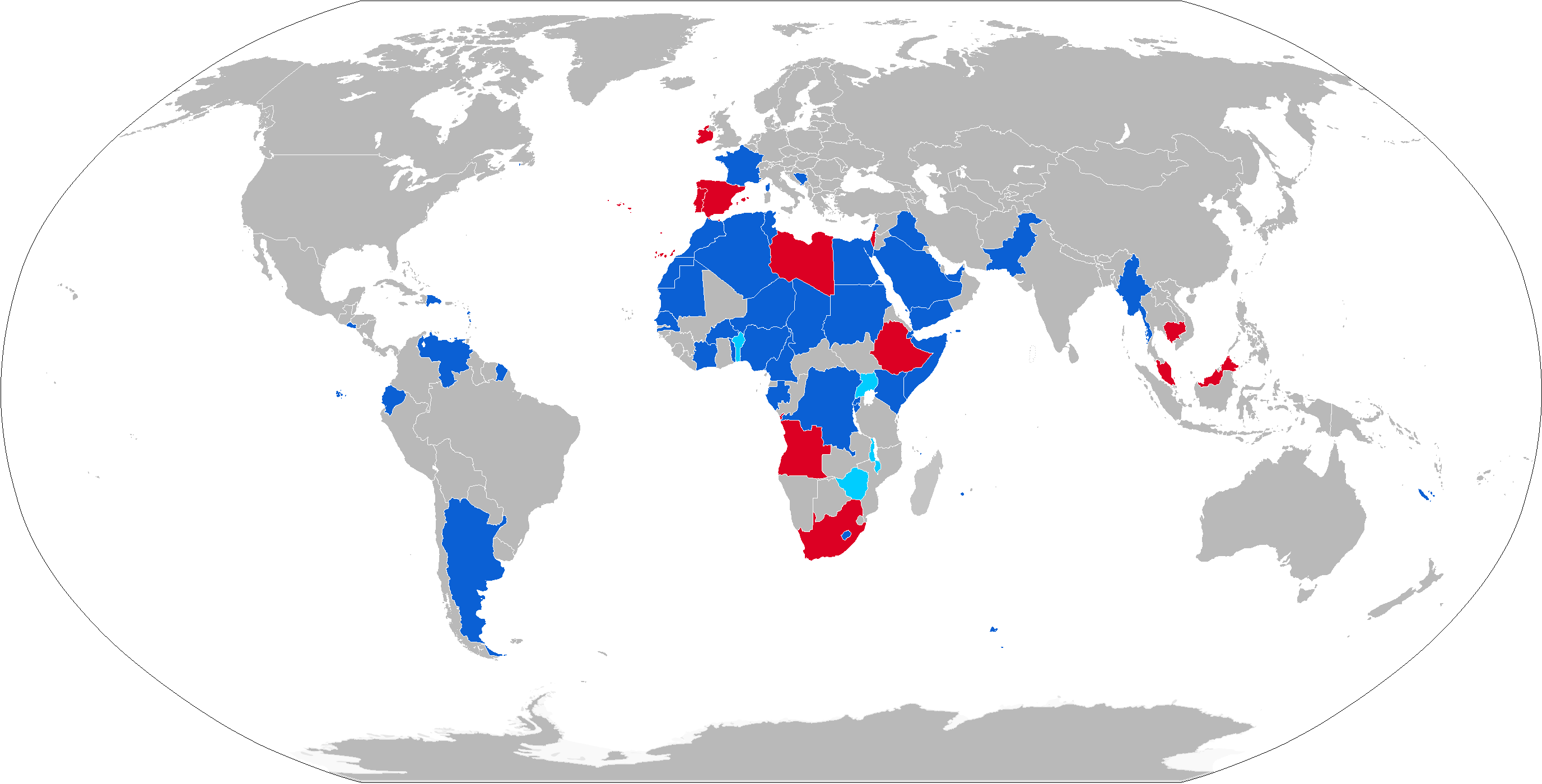
Оператори Panhard AML позначені синім кольором, колишні оператори — червоним кольором, оператори Eland Mk7 — блакитним кольором

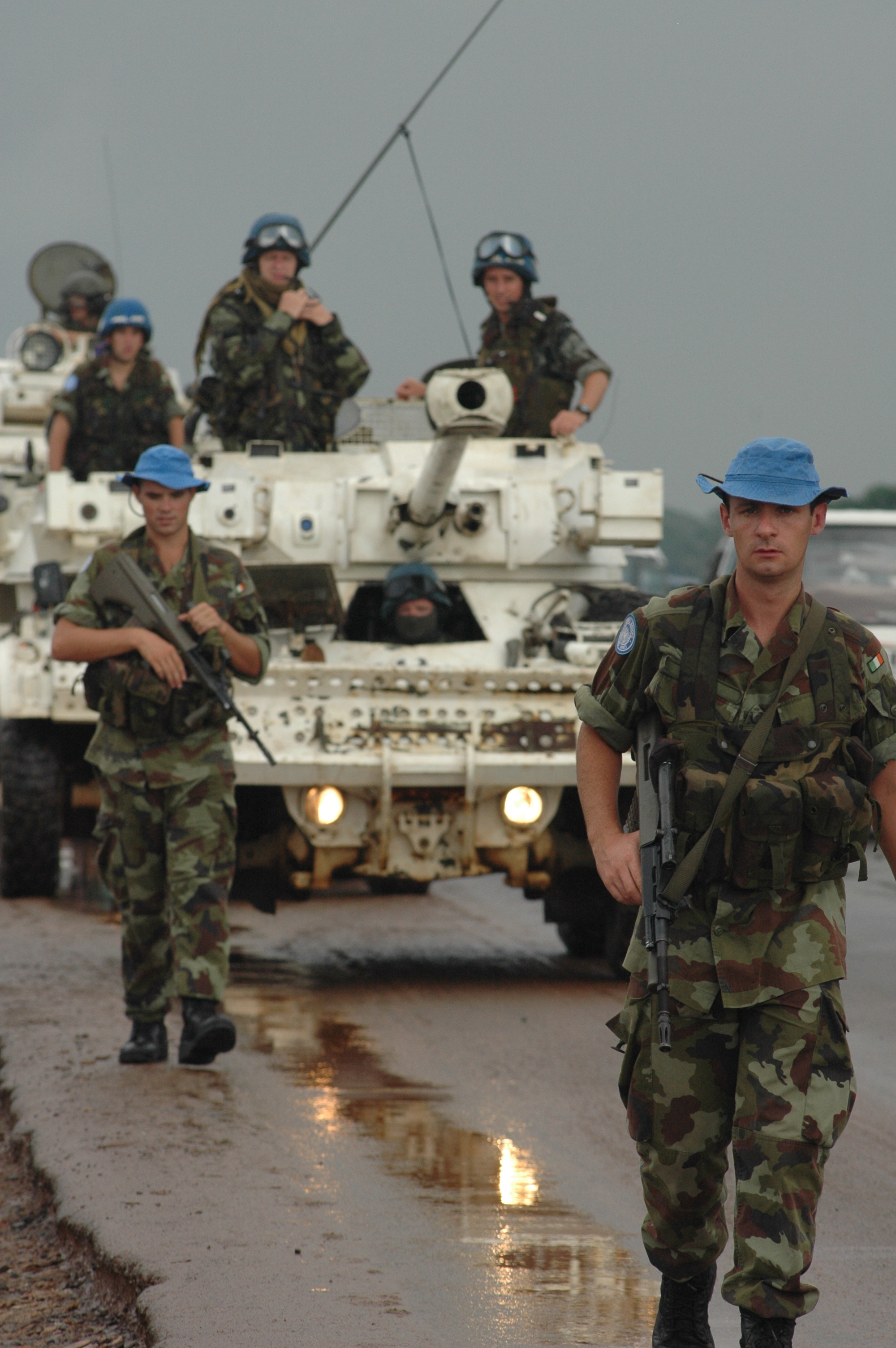
Миротворці місії ООН у Ліберії під час патрулювання з AML-90, липень 2006

### Поточні оператори
- Алжир: 54 AML-60[24]
- Аргентина: 60 AML-90[24]
- Бахрейн: 23 AML-90;[24] 22 в робочому стані.[126]
- Боснія і Герцеговина: 10 AML-90[24]
- Буркіна-Фасо: 19 AML-60 та AML-90[127]
- Бурунді: 6 AML-60 та 12 AML-90[128]
- Камерун: 31 AML-90;[129] раніше належали Боснійській армії[24]
- Чад: 132 AML-60 та AML-90;[130] ймовірно замінені на Eland[131]
- Кот-д'Івуар: 20[24]
- ДР Конго: до 17 AML-60 та 14 AML-90[132]
- Джибуті: 4 AML-60 та 17 AML-90;[133] 20 в робочому стані.[134]
- Габон: 24 AML-60 та AML-90[135]
- Еквадор: 27[24][136]
- Сальвадор: 12 AML-90;[24] 10 в робочому стані.[136]
- Гвінея: 2 AML-90[137]
- Ірак: 300;[98] 10 в робочому стані.[138]
- Кенія: 72 AML-60 та AML-90;[139] відремонтовані ізраїльською компанією в 2007 році.[140]
- Ліван: 74;[24] 45 в робочому стані.[141]
- Лесото: 6 AML-90;[142] 4 в робочому стані.[143]
- М'янма: 50 AML-90[138][144]
- Мавританія: 60, 39 AML-90 та 20 AML-60[24]
- Марокко: 210;[24] 175 в робочому стані.[145]
- Нігер: 36[24]
- Нігерія: 137[24]
- Пакистан: 5 AML 60-20[70][136][146]
- Руанда: 15[24]
- Сахраві[147]
- Саудівська Аравія: 300, 190 AML-90 та 110 AML-60;[148] 235 в робочому стані.[149]
- Сенегал: 54[24]
- Сомалі: 15 AML-90[150]
- Сомаліленд[151][152]
- Судан: 6 AML-90;[153] 5 в робочому стані.[154]
- Того: 10[24]
- Туніс: 18[24]
- ОАЕ: 90 AML-90[24]
- Венесуела: 10[24]
- Ємен: 185;[134] 95 в робочому стані.[86]

### Колишні оператори
- Ангола: ймовірно, захоплені у Португалії.[155]
- Біафра: деякі захоплені в Нігерії.[156]
- Камбоджа: 15 AML-60 на озброєнні з 1965 по 1975 рік.[24] Використовувалися під час громадянської війни в Камбоджі.[3]
- Єгипет[57][142]
- Ефіопія 56 AML-60[24]
- Франція: 905[37]
- Народна Республіка Кампучія: 2 AML-60 на озброєнні на початку 1980-х років.[70]
- Ірландія: 32 AML-20, 20 AML-90[157]
- Ізраїль: 29 AML-90[24][52]
- Лівія: 20 AML-90[24]
- Малайзія: 140 AML-60 та AML-90[24]
- Португалія: 50 AML-60[24]
- Південна Африка: 100 AML, придбаних у 1962 році, швидко замінені на Eland Mk2.[22][24]
- Іспанія: 140 AML-60 та AML-90[24]
- Заїр: 155, 95 AML-60 та 60 AML-90[158]

### Колишні недержавні оператори
- Рух незалежних насеристів: залишилися від збройних сил Лівану.[72][159]
- Амаль: залишилися від збройних сил Лівану.[160]
- Боко харам: варіант AML-60; ймовірно захоплений у Нігерії.[161]
- ФЛЕК: принаймні 2 AML-60; ймовірно отримані від Заїру.[162]
- ФНЛА: 1 AML-90;[163] зараз виставлений в Музеї збройних сил[en], Луанда.[164]
- ФНЛК[en]: 1 AML-60, декілька AML-90.[165]
- Ліванські сили[en]: 12 AML-90 залишилися від збройних сил Лівану.[72][166]
- / Прогресивно-соціалістична партія Лівану/Народно-визвольна армія[en]: залишилися від збройних сил Лівану.[72][167]
- Міліція Тигрів[en]: залишилися від збройних сил Лівану.[168]
- УНІТА: 4[22]:35 AML, придбані таємно через Заїр; використовувався під час громадянської війни в Анголі.[169][170]

## У масовій культурі
Panhard AML зняли в кількох фільмах, особливо в британському фільмі 1987 року Живі вогні, де два AML-90 армії Марокко імітували радянські розвідувальні машини, які переслідують афганських моджахедів. На них були навісні кулемети РПК і засоби зв'язку, не схожі на ті, що були в БРДМ-2.
AML вперше були зняті у французькому трилері 1973 року День шакала та італійському військовому фільмі 1974 року Торговці смертю, в якому зображено AML-90 збройних сил Португалії під час війни за незалежність Гвінеї-Бісау.
Два AML-90, помилково представлені як німецькі розвідувальні машини на озброєнні корпусу «Африка», з'являються у французькому військовому фільмі 1984 року Авантюристи.
Марокканський армійський AML-90 ненадовго з'являється в політичному трилері 2018 року На вістрі, у якому зображено бронемашину ліванський збройних угруповань, що проїжджає біля головного входу в пасажирський термінал Бейрутського міжнародного аеропорту.

## Галерея

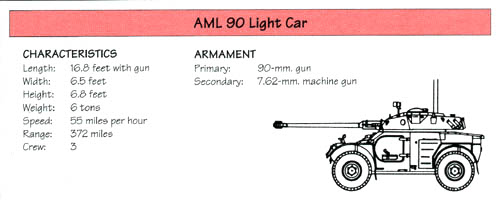
Розпізнавальна табличка
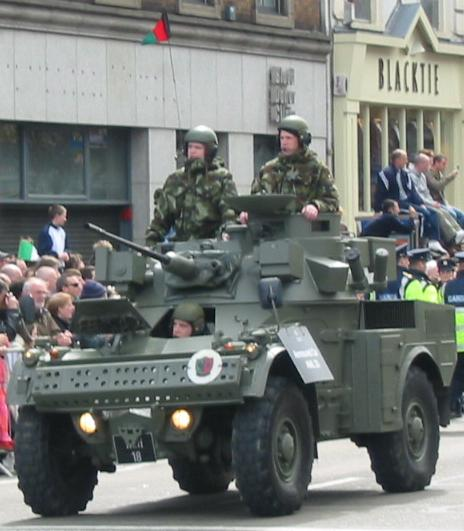
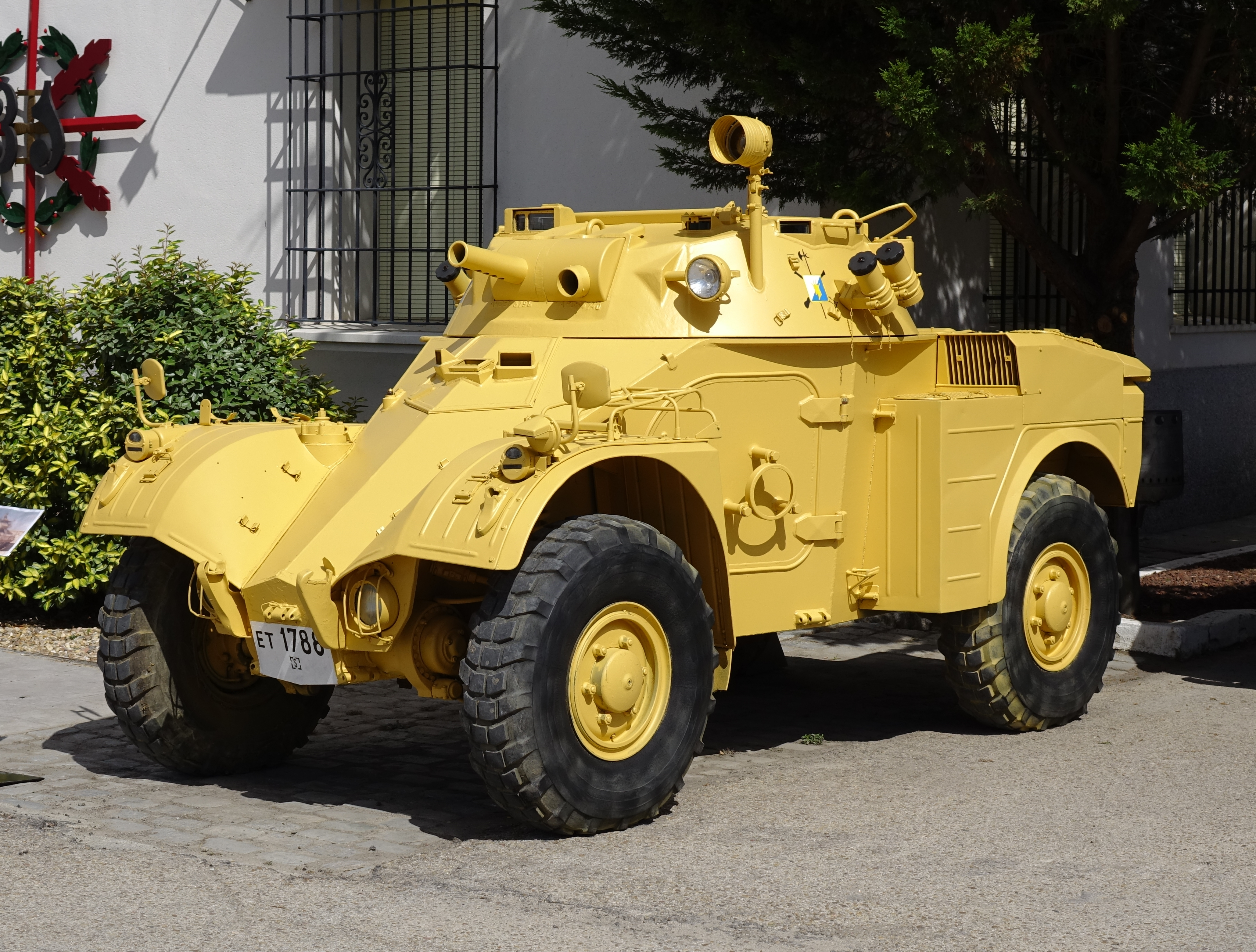
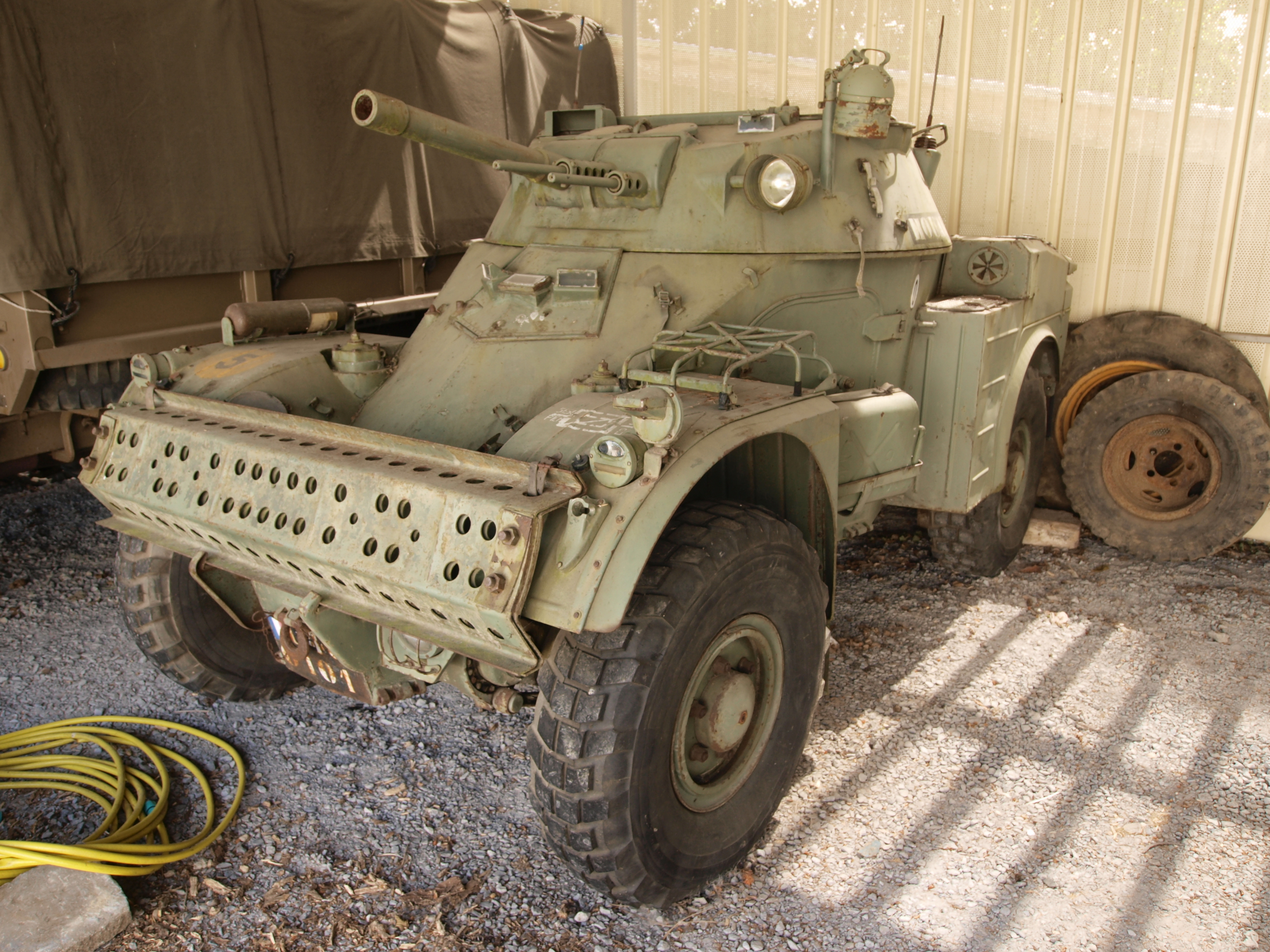
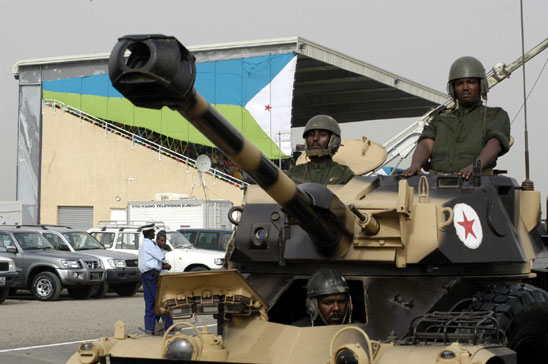
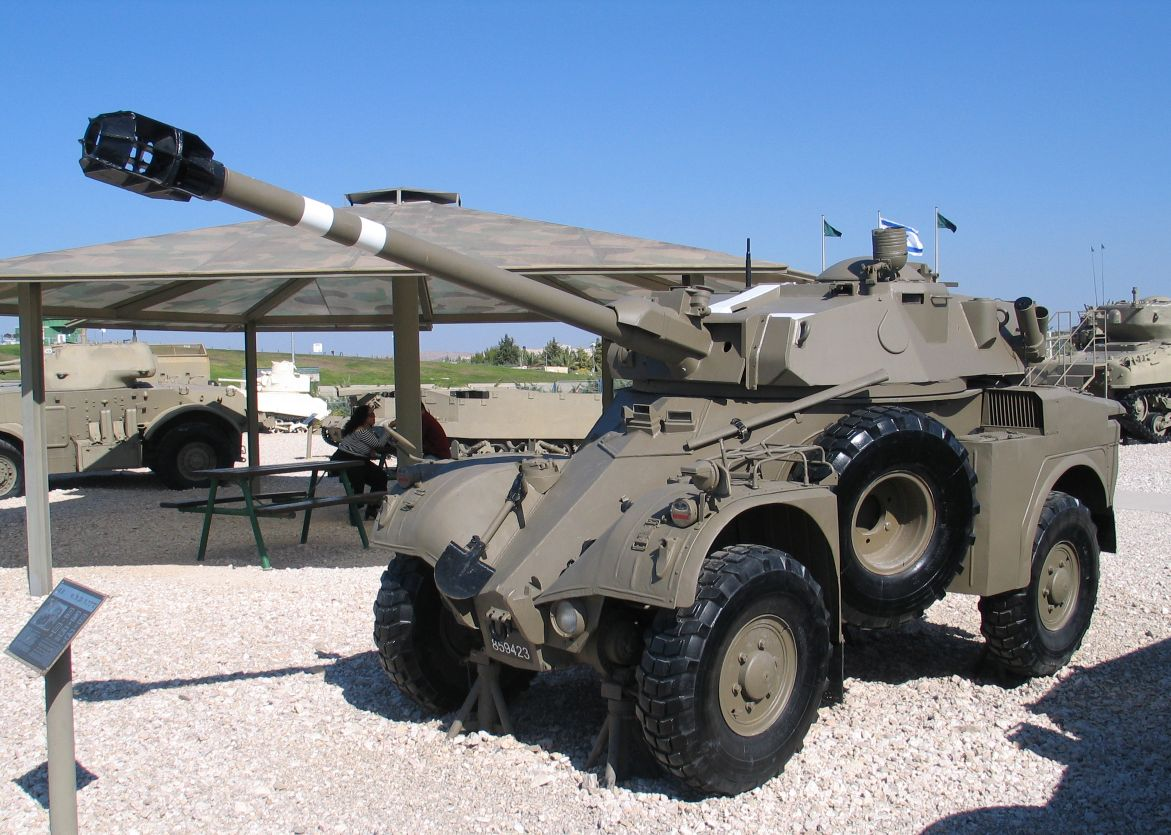
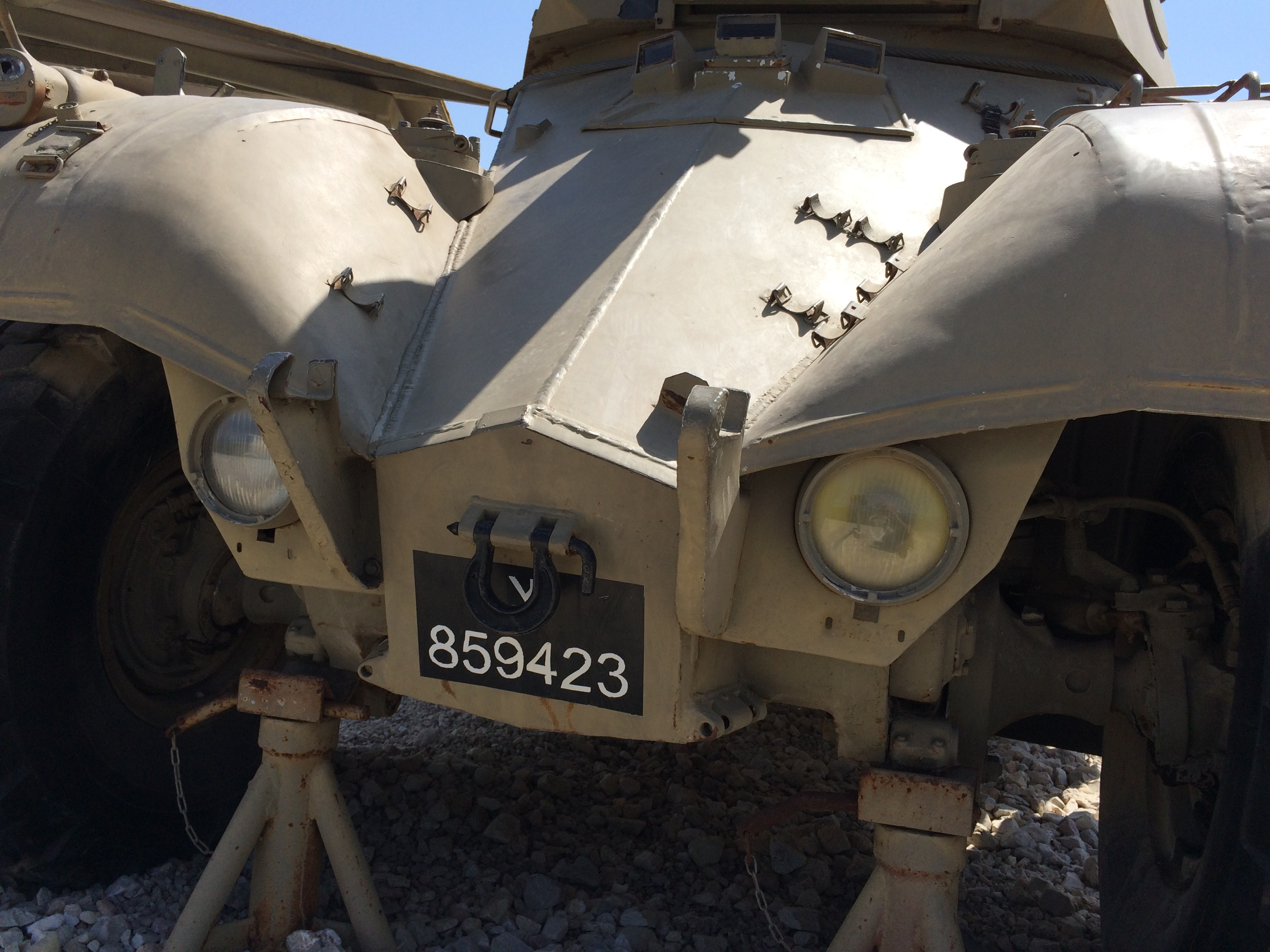
Фронтальний гласіс
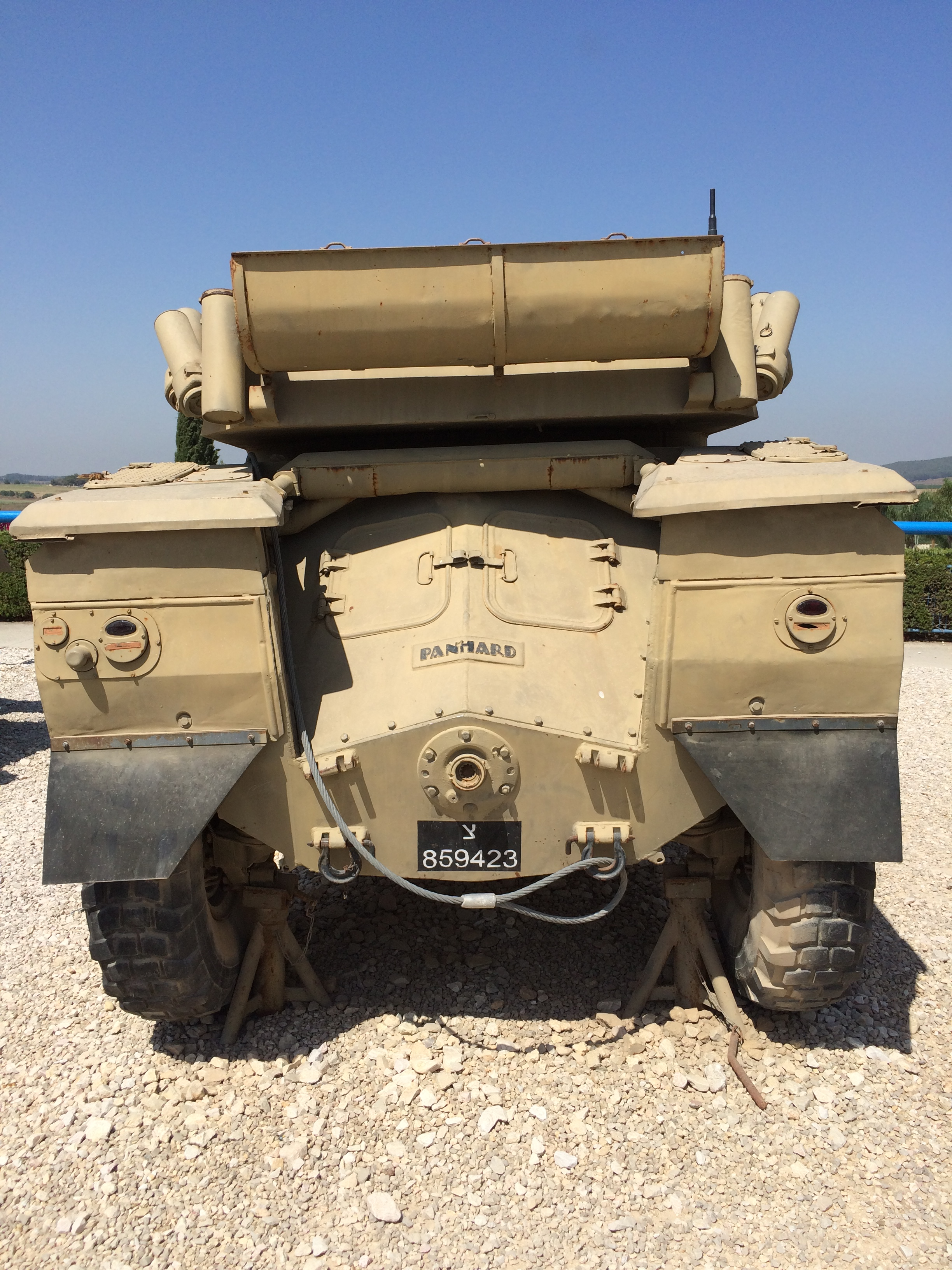
Задня частина корпусу, включаючи закриту силову установку
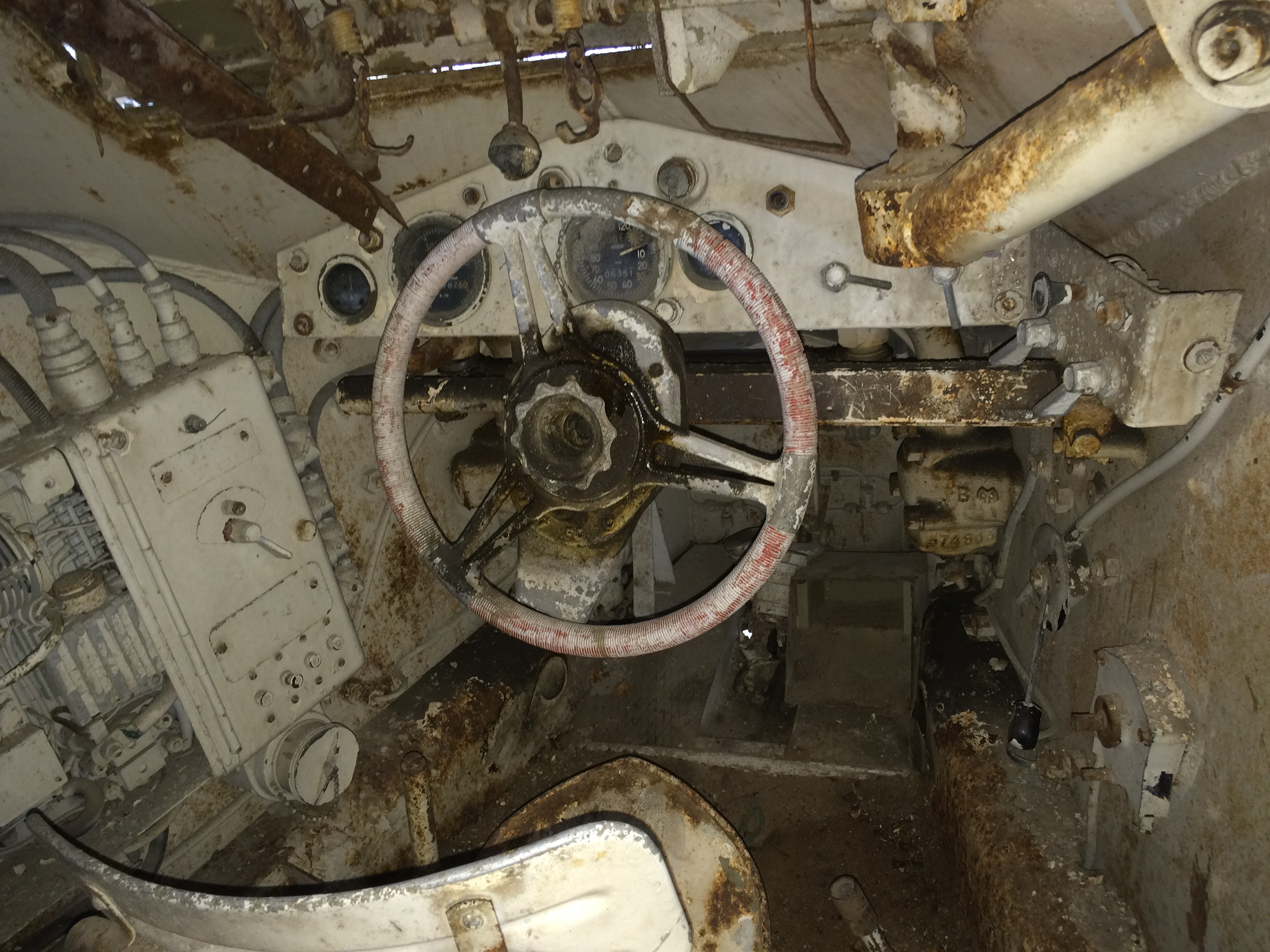
Водійське відділення
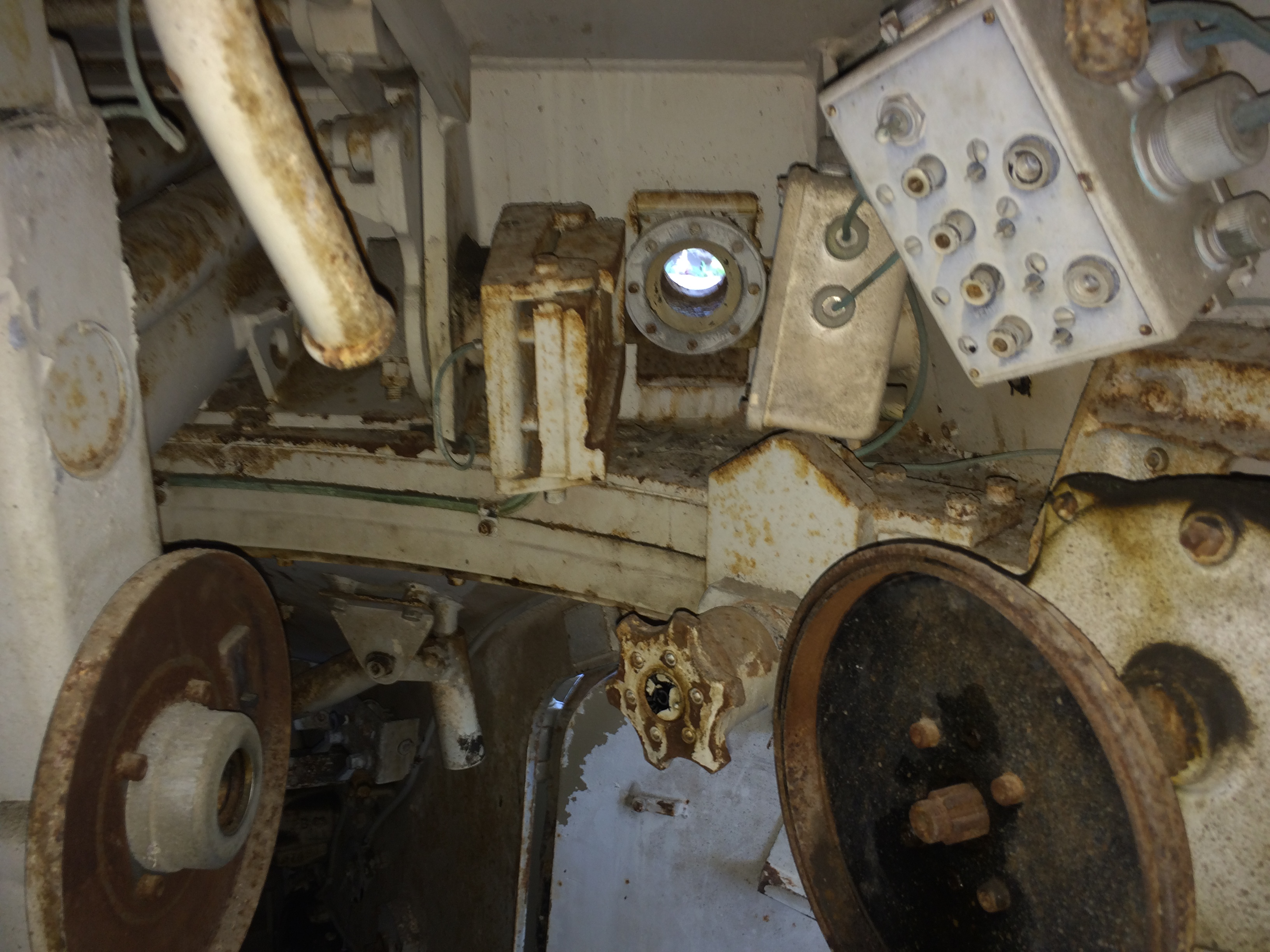
Бойова позиція навідника із ручками управління баштою
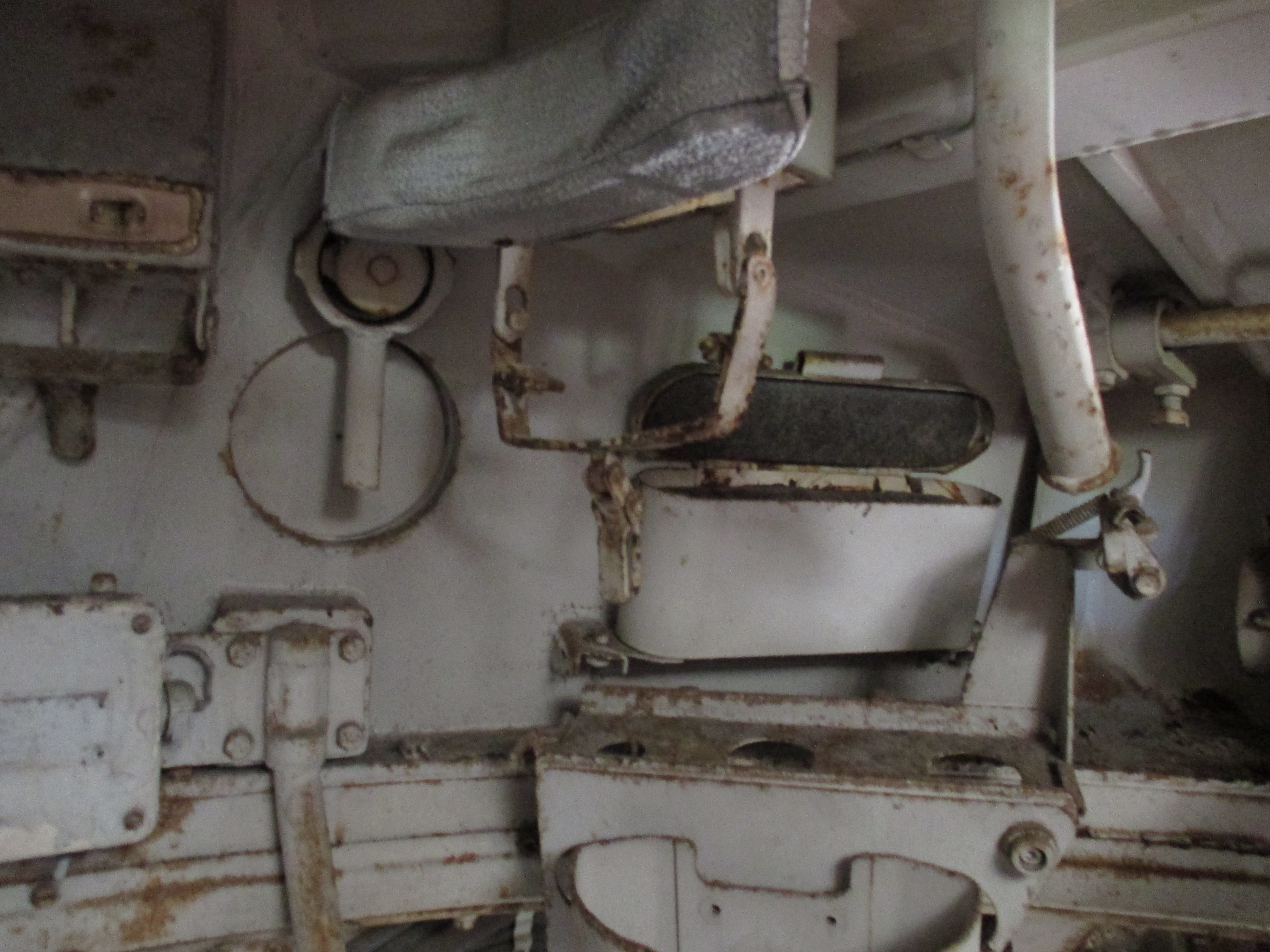
Бойове положення командира та на люк для викиду відстріляних гільз
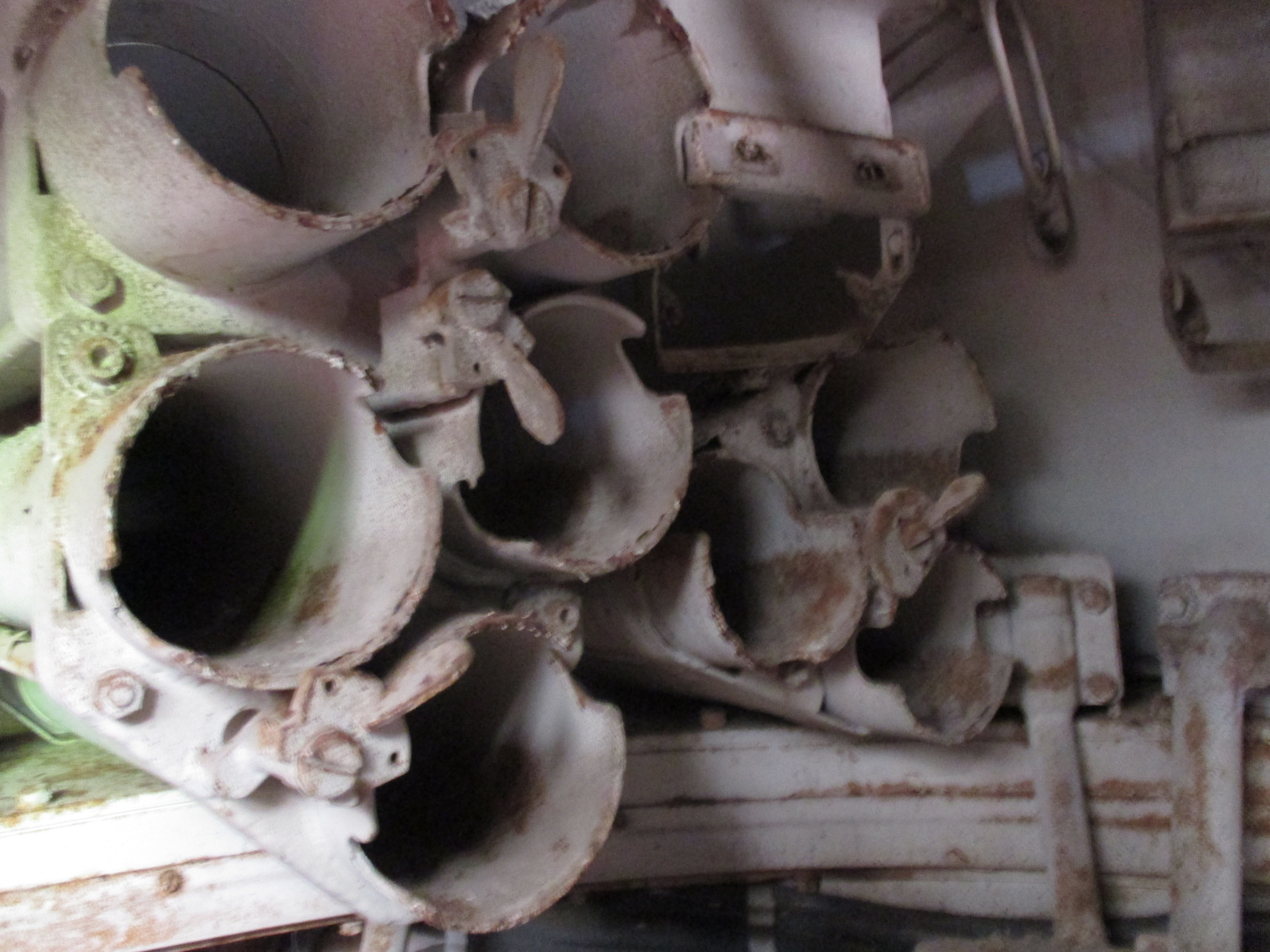
Стійка для боєприпасів розташована в задній частині башти AML

### Серія Panhard
- Eland (похідна)
- Panhard EBR
- Panhard M3[en]
- Panhard ERC-90 Sagaie
- Panhard VCR[en]
- Panhard VBL

### Транспортні засоби схожої ролі, продуктивності та епохи
- Alvis Saladin
- БРДМ-2
- EE-9 Cascavel
- Eland
- Ferret
- Fox
- VBC-90

## Виноски та примітки

### Виноски
1. ↑  Халід бін Султан[en]: Я нагадав, що ми поступово виводили з наших збройних сил понад 200 французьких бойових броньованих машин AML-90 Panhard того типу, який був знайомий сенегальцям.
«Скільки ви можете зробити робочими?» запитав я.
«Скільки завгодно.»
«Добре. Тримай їх». Згодом ми віддали ці машини сенегальцям, а також контингентам з Нігеру та Марокко, а наприкінці війни, за вказівкою принца Султана, передали їм броньовики на знак подяки за допомогу.[61]